# Liste der Stolpersteine in Ulm

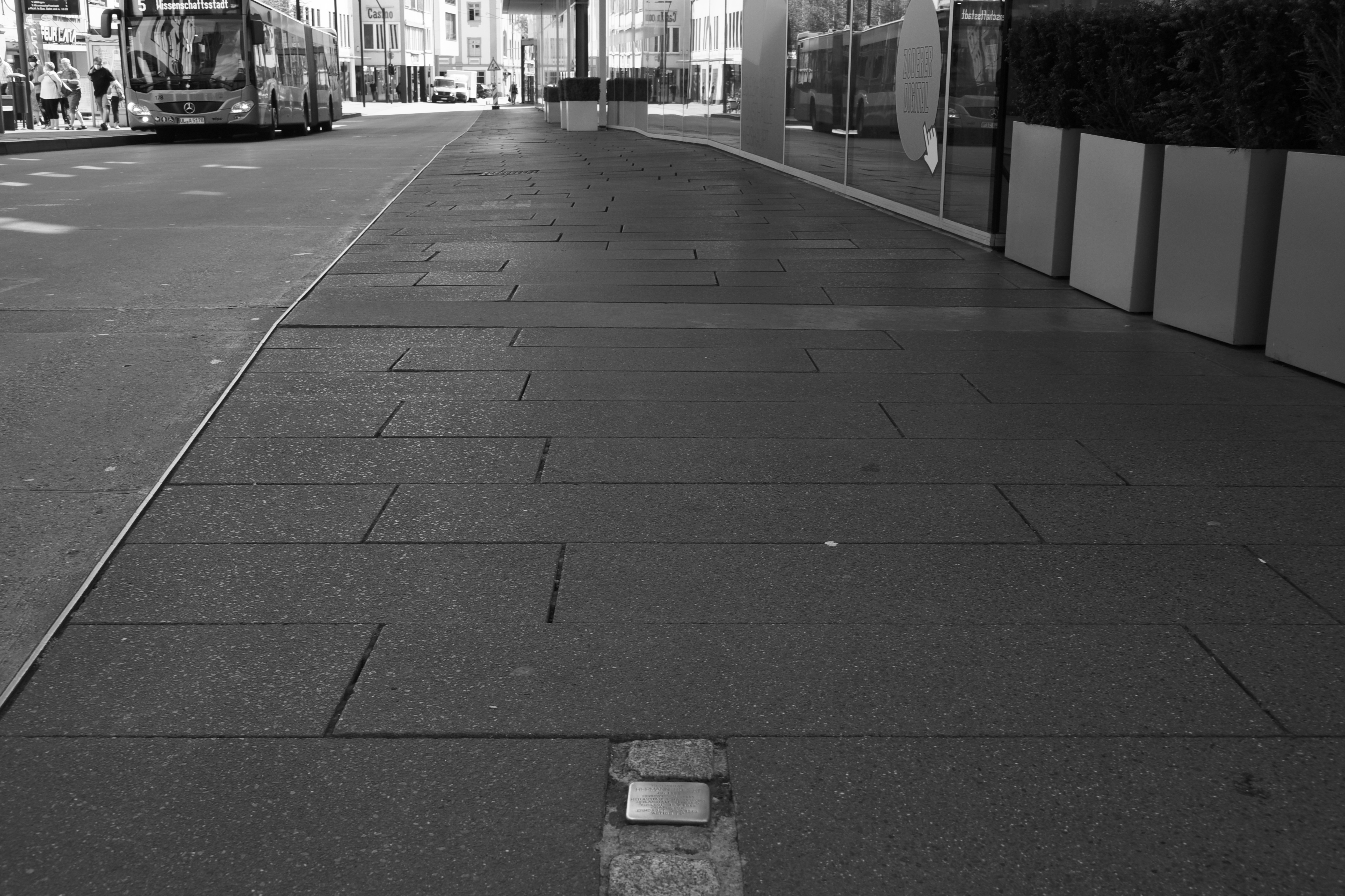
Stolperstein in Ulm

In der Liste der Stolpersteine in Ulm werden die in Ulm bisher vorhandenen Stolpersteine aufgeführt. Sie sind Teil des europaweiten Projektes „Stolpersteine“ des Künstlers Gunter Demnig. Dabei handelt es sich um dezentrale Mahnmale, die an das Schicksal derjenigen Menschen erinnern sollen, die in Ulm gelebt haben und von den Nationalsozialisten deportiert und unter anderem in Konzentrationslagern und Vernichtungslagern ermordet oder zur Flucht aus ihrer Heimat gezwungen wurden.
Viele der Ulmer Stolpersteine sind ehemaligen jüdischen Mitbürgern gewidmet, andere Kranken und Behinderten, Sinti und Roma, fahnenflüchtigen Soldaten, Zeugen Jehovas und ausländischen Zwangsarbeitern.
Die ersten 14 Stolpersteine wurden im Mai 2015 in Ulm verlegt.

## Konzept
Die Vorarbeit für die Verlegung leistete die im Jahr 2014 gegründete Initiative Stolpersteine für Ulm, die komplett von bürgerschaftlichem Engagement getragen wird. Mehr als 30 Aktive engagieren sich ehrenamtlich in der Initiative. Die Aktion wird durch Spenden finanziert und erhält unter anderem Unterstützung durch die Stiftung Erinnerung Ulm.
Die Liste enthält die Adressenangabe des jeweiligen Stolpersteins, den Namen des NS-Opfers, einige biografische Informationen und – soweit verfügbar – ein Bild des Stolpersteins. Ausführliche Beschreibungen der Einzelschicksale sind mit den jeweiligen Personen verlinkt und durch Anklicken des Wortes „Biografie“ abrufbar.

## Verlegte Stolpersteine
| Stolperstein | Inschrift | Verlegeort                                              | Name, Leben |
| ------------ | --- | ------------------------------------------------------- | --- |
|              | HIER WOHNTE ERNA ADLER VERH. MOOS JG. 1916 FLUCHT 1936 PALÄSTINA | Karlstraße 3 ·                                          | Erna Adler, verheiratete Moos (1916–) |
|              | HIER WOHNTE FRIEDA ADLER GEB. OBERNAUER JG. 1888 FLUCHT 1939 PALÄSTINA                                                                                              | Karlstraße 3 ·                                          | Frieda Adler, geborene Obernauer (1888–) |
|              | HIER WOHNTE ISAK ADLER JG. 1877 FLUCHT 1939 PALÄSTINA FLUCHT IN DEN TOD 12.7.1939                                                                                   | Karlstraße 3 ·                                          | Isak Adler (1877–1939) |
|              | HIER WOHNTE JOSEFINE ANGERMAIER GEB. STECK JG. 1891 EINGEWIESEN 1934 HEILANSTALT WEISSENAU 'VERLEGT' 2.10.1940 GRAFENECK ERMORDET 2.10.1940 'AKTION T4'             | Söflinger Straße 250 ·                                  | Josefine Angermaier, geborene Steck, (1891–1940) |
|              | HIER WOHNTE DORA BARTH GEB. WOLF JG. 1901 FLUCHT 1939 USA | König-Wilhelm-Straße 35 ·                               | Dora Barth, eigentlich Theodora Barth, geborene Wolf, wurde am 25. Juli 1901 geboren. Sie heiratete am 27. Juli 1920 Julius Barth, mit dem sie um 1920 nach Ulm zog. Nach dem Tod ihres Mannes gelang ihr im Jahr 1939 die Emigration in die USA. Sie verstarb am 8. März 1992 in New York. |
|              | HIER WOHNTE EDA BARTH GEB. SCHLESINGER JG. 1896 DEPORTIERT 1941 RIGA ERMORDET                                                                                       | Ensingerstraße 21 ·                                     | Eda Barth, geborene Schlesinger, wurde am 28. Oktober 1896 geboren. Sie wurde 1939 mit ihrem Mann Heinrich Barth und den Kindern Lottieund Suse in ein „Judenhaus“ zwangsumgesiedelt. Am 28. November 1941 wurde sie mit ihrem Mann und der erst 13-jährigen Tochter Suse nach Riga deportiert. Dort wurden sie ermordet, vermutlich durch Erschießen. |
|              | HIER WOHNTE HEINRICH BARTH JG. 1888 DEPORTIERT 1941 RIGA ERMORDET                                                                                                   | Ensingerstraße 21 ·                                     | Heinrich Barth wurde am 27. Juni 1888 geboren und war Viehhändler, bis ihm 1937 die Zulassung entzogen wurde. 1939 wurde er mit seiner Frau Eda Barth und den Kindern Lottie und Suse in ein „Judenhaus“ zwangsumgesiedelt. In der Reichspogromnacht wurde er misshandelt und danach in das KZ Dachau verschleppt, kam aber wieder zurück nach Ulm. Am 28. November 1941 wurde er mit seiner Frau Eda und der erst 13-jährigen Tochter Suse nach Riga deportiert. Dort wurden sie ermordet, vermutlich durch Erschießen. |
|              | HIER WOHNTE JULIUS BARTH JG. 1891 'SCHUTZHAFT' 1938 DACHAU ERMORDET 24.12.1938                                                                                      | König-Wilhelm-Straße 35 ·                               | Julius Barth wurde am 14. Juni 1891 in Flehingen geboren, er war der jüngere Bruder von Heinrich Barth. Zusammen mit diesem kam er mit seiner Frau Dora Barth um 1920 nach Ulm, wo sie eine Vieh- und Pferdehandlung betrieben. In der Reichspogromnacht wurde Julius Barth schwer misshandelt und danach im Polizeigefängnis im Griesbad eingesperrt. Am 11. November kam er mit weiteren Ulmer Juden in „Schutzhaft“ im Konzentrationslager Dachau, wo er unter ungeklärten Umständen an Heiligabend 1938 sein Leben verlor. |
|              | HIER WOHNTE LOTTIE BARTH VERH. GREENWOOD JG. 1920 FLUCHT 1938 USA                                                                                                   | Ensingerstraße 21 ·                                     | Lottie Barth, eigentlich Lotte Barth, wurde am 19. April 1920 in Ulm als Tochter von Eda Barth und Heinrich Barth geboren. Sie besuchte die Höhere Handelsschule, bis Juden der Schulbesuch verboten wurde. Danach arbeitete sie als Lehrling bei M. u. H. Hirsch. Nach den Pogromen 1939 konnte sie mit Hilfe von Verwandten in die USA emigrieren. Dort heiratete sie den Emigranten Lewis Greenwood und bekam zwei Kinder. 1988 besuchte sie noch ein Mal Ulm, sie starb am 6. April 1992 in Scarsdale, New York. |
|              | HIER WOHNTE SUSE BARTH JG. 1928 DEPORTIERT 1941 RIGA ERMORDET | Ensingerstraße 21 ·                                     | Suse Barth Sie war die jüngere Tochter von Eda Barth und Heinrich Barth und wurde am 12. Juni 1928 geboren. Nach der „vollständigen Rassentrennung“ musste sie wie alle jüdischen Kinder eine eigene Schule besuchen, deren Lehrer von der jüdischen Gemeinde bezahlt werden musste. Zusammen mit ihren Eltern wurde Suse Barth nach Riga deportiert. Dort wurden sie ermordet, vermutlich durch Erschießen. Suse Barth war 13 Jahre alt. |
|              | HIER WOHNTE PAULINE BASSLER JG. 1928 EINGEWIESEN 1912 HEILANSTALT SCHUSSENRIED ERMORDET 7.6.1940 GRAFENECK 'AKTION T4'                                              | Heimstraße 23 ·                                         | Pauline Bassler (1928–1940) |
|              | HIER WOHNTE SELMA BEHR VERH. KAUFMANN JG. 1920 FLUCHT 1938 USA | Keplerstraße 21 ·                                       | Selma Behr, verheiratete Kaufmann, wurde am 27. August 1920 geboren. Sie war die Tochter von Rosa Kaufmann und die älteste Schwester von Gerdi Kaufmann. Da es zwischen Polen und Deutschland Auseinandersetzungen über die Staatsangehörigkeit der seit längerem in Deutschland lebenden Juden gab, galt sie ab 1938 als staatenlos. Am 30. September 1938 gelang ihr die Flucht in die USA. Gebürgt hatte für sie Siegfried Behr, in dessen Familie sie später einheiratete. |
|              | REINHOLD BÜRKLE JG. 1915 DESERTIERT 22.8.1941 VERHAFTET HINGERICHTET 18.2.1942                                                                                      | Frauenstraße 134 ·                                      | Reinhold Bürkle (1915–1942) |
|              | HIER WOHNTE FRIEDRICH BÜRZELE JG. 1900 ALS ASOZIAL STIGMATISIERT VERHAFTET 1941 KZ DACHAU ERMORDET 8.2.1941                                                         | Schwilmengasse 7 gegenüber (früher Schwilmengasse 14) · | Friedrich Bürzele (1900–1941) |
|              | HIER WOHNTE ANTONIA CHOSE GEB. KAUFMANN JG. 1889 'POLENAKTION' 1938 BENSCHEN / ZBASZYN SCHICKSAL UNBEKANNT                                                          | Olgastraße 80 ·                                         | Antonia Chose, geborene Kaufmann (1889–1938/45) |
|              | HIER WOHNTE HANNA CHOSE JG. 1927 'POLENAKTION' 1938 BENSCHEN / ZBASZYN SCHICKSAL UNBEKANNT                                                                          | Olgastraße 80 ·                                         | Hanna Chose (1927–1938/45) |
|              | HIER WOHNTE MAX MOSES CHOSE JG. 1870 'POLENAKTION' 1938 BENSCHEN / ZBASZYN SCHICKSAL UNBEKANNT                                                                      | Olgastraße 80 ·                                         | Max Moses Chose (1870–1938/45) |
|              | HIER WOHNTE RUTH CHOSE JG. 1922 'POLENAKTION' 1938 BENSCHEN / ZBASZYN SCHICKSAL UNBEKANNT                                                                           | Olgastraße 80 ·                                         | Ruth Chose (1922–1938/45) |
|              | HIER WOHNTE OTTO CHRIST JG. 1934 EINGEWIESEN 6.3.1944 HEILANSTALT KAUFBEUREN ERMORDET 6.11.1944                                                                     | Mathildenstraße 2 ·                                     | Otto Christ wurde am 29. Juli 1934 in Ulm geboren. Er wurde bereits mit einer Behinderung, vermutlich ähnlich dem Down-Syndrom, geboren und besuchte daher nie eine Schule. Bis zu seinem zehnten Lebensjahr wurde er von seiner Mutter zu Hause gepflegt. Anfang 1944 wurde er zur Untersuchung in eine Kinderfachabteilung der Heil- und Pflegeanstalt Kaufbeuren-Irsee gebracht. In den folgenden Jahren versuchten die Eltern immer wieder, ihren Sohn zu sich zu holen oder ihn zumindest zu besuchen. Otto verstarb laut Unterlagen am 6. November 1944 im Alter von 10 Jahren offiziell an „Darmkatarrh“. Dieses wird allerdings aufgrund des Nahrungsentzugs und der Übermedikation an den dortigen Patienten angezweifelt. |
|              | HIER WOHNTE DR. JULIUS COHN JG. 1878 RABBINER OPFER DES POGROMS MISSHANDELT / GEDEMÜTIGT FLUCHT 1939 ENGLAND TOT AN DEN FOLGEN 18.3.1940 LONDON                     | Neue Straße 95/97 ·                                     | Julius Cohn wurde am 5. Dezember 1878 geboren, er war Rabbiner für das Fürstentum Birkenfeld, in Karlsruhe und in Cannstatt, bevor er 1928 Bezirksrabbiner in Ulm wurde. Er stand der Vereinigung für das liberale Judentum nahe und setzte sich für die Assimilation der Juden in Deutschland ein. In der Reichspogromnacht wurde er auf dem Weinhof vor der brennenden Synagoge Ulm so schwer misshandelt, dass er am nächsten Tag nicht wie die anderen jüdischen Männer nach Dachau deportiert werden konnte. Da für Rabbiner und ihre Familien immer noch die Ausreise nach England möglich war, heiratete Dr. Cohn im Februar 1939 Dorothea Meth, die seine erste Frau bis zu deren Tod 1938 gepflegt hatte. Im Mai 1939 schaffte Julius Cohn die Flucht, kurz darauf gelangte auch sein Adoptivsohn Ernst-Otto Meth-Cohn mit einem Kindertransport nach England. Dorothea Meth-Cohn gelang die Flucht nicht mehr. Rabbiner Dr. Julius Cohn starb am 18. März 1940 an den Folgen der Misshandlungen im englischen Exil. |
|              | HIER WOHNTE ERNST DAUNER JG. 1913 VERHAFTET 25.6.1943 DACHAU ERMORDET 25.1.1944                                                                                     | Säntisstraße 36 ·                                       | Ernst Dauner wurde am 4. September 1913 in Ulm geboren, wo er auch aufwuchs in Ulm. Er studierte an der Hochschule für Bauwesen in Stuttgart. Als Karrierist wurde er am 1. Mai 1933 Mitglied der NSDAP, ohne jemals eine Funktion innerhalb der Partei bekleidet zu haben. Dauner war zweimal verheiratet und hatte drei Kinder. Als Bauingenieur bei der „Süddeutschen Abwasser-Reinigungsgesellschaft m.b.H., Ulm a.d.D.“ wurde er für den Auftrag, die Kanalisation und Kläranlagen der Stadt und des Lagers Auschwitz zu sanieren und zu planen, in das Vernichtungslager geschickt. Täglich wurden dort tausende Leichen verbrannt. Dauner, sehr verstört über das Gesehene, erzählte in seiner Firma und Umgebung davon, brach also das absolute Schweigegebot. – Er wurde verraten, verhaftet, in die Psychiatrie gesteckt und am 25. Januar 1944 im KZ Dachau ermordet. |
|              | HIER WOHNTE ELSE DÖLZER GEB. LÖFFLER JG. 1899 DEPORTIERT 1943 THERESIENSTADT 1944 AUSCHWITZ 1944 STUTTHOF ERMORDET                                                  | Am Zundeltor 2 ·                                        | Else Dölzer, geborene Löffler, wurde am 28. Juni 1899 in Ulm geboren. Sie heiratete 1926 den Katholiken August Dölzer. Durch diese sogenannte Mischehe genoss sie einen gewissen Schutz bis zum Tod ihres Mannes im März 1943. Einen Monat nach dem Tod ihres Mannes wurde Else Dölzer nach Theresienstadt deportiert. Im Mai 1944 kam sie in das KZ Auschwitz und im Juli 1944 in das KZ Stutthof, wo sie ermordet wurde. |
|              | ANTON ECKSTEIN JG. 1929 DEPORTIERT 1943 AUSCHWITZ ERMORDET | Am Roten Berg/Ecke Kellerhalde ·                        | Anton Eckstein (1929–1943) |
|              | HELENE ECKSTEIN GEB. KÖHLER JG. 1905 DEPORTIERT RICHTUNG OSTEN ERMORDET                                                                                             | Am Roten Berg/Ecke Kellerhalde ·                        | Helene Eckstein (1905–1943) |
|              | JAKOB ECKSTEIN JG. 1910 DESERTIERT VERHAFTET HINGERICHTET 17.3.1945                                                                                                 | Frauenstraße 134 ·                                      | Jakob Eckstein wurde am 25. August 1920 geboren. Er war im damaligen Militär-Arresthaus in der Frauenstraße 134 inhaftiert, weil er von der Wehrmacht desertiert war. Seine Verhaftung kam nur durch das unbedachte Handeln seiner Verlobten zustande. Das Todesurteil an dem 24-Jährigen wurde am 17. März 1945 in Ulm auf dem Schießstand im Lehrer Tal vollstreckt, einen Monat nach der Geburt seiner Tochter Ursula. |
|              | KARL ECKSTEIN JG. 1894 DEPORTIERT 1943 AUSCHWITZ ERMORDET 9.10.1943                                                                                                 | Am Roten Berg/Ecke Kellerhalde ·                        | Karl Eckstein (1894–1943) |
|              | KARL ECKSTEIN JG. 1934 DEPORTIERT 1943 AUSCHWITZ ERMORDET 8.8.1943                                                                                                  | Am Roten Berg/Ecke Kellerhalde ·                        | Karl Eckstein (1934–1943) |
|              | MARGOT ECKSTEIN JG. 1930 DEPORTIERT 1943 AUSCHWITZ ERMORDET 30.12.1943                                                                                              | Am Roten Berg/Ecke Kellerhalde ·                        | Margot Eckstein (1930–1943) |
|              | REGINA ECKSTEIN JG. 1928 DEPORTIERT 1943 AUSCHWITZ ERMORDET 20.10.1943                                                                                              | Am Roten Berg/Ecke Kellerhalde ·                        | Regina Eckstein (1928–1943) |
|              | WILLY ECKSTEIN JG. 1932 DEPORTIERT 1943 AUSCHWITZ ERMORDET 3.8.1943                                                                                                 | Am Roten Berg/Ecke Kellerhalde ·                        | Willy Eckstein (1932–1943) |
|              | HIER WOHNTE MARGARETHE EGLE GEB. FREUDENREICH JG. 1901 EINGEWIESEN 1926 HEILANSTALT SCHUSSENRIED 'VERLEGT' 7.6.1940 GRAFENECK ERMORDET 7.6.1940 'AKTION T4'         | Kronengasse hinter dem Rathaus ·                        | Margarethe Egle (1901–1940) |
|              | HIER WOHNTE ELSE EHEKIRCHER JG. 1902 EINGEWIESEN 1927 HEILANSTALT CHRISTOPHSBAD 'VERLEGT' 11.12.1940 GRAFENECK ERMORDET 11.12.1940 'AKTION T4'                      | Wengengasse 18 ·                                        | Else Ehekircher wurde am 9. Februar 1902 in Ulm geboren. Über ihr Leben ist wenig bekannt, bis sie 1927 von einer ihrer Schwestern und einem Schwager in die Heilanstalt Christophsbad eingewiesen wurde. Mitte 1940 wurde sie in die Zwischenanstalt Weinsberg verlegt. Dort wurde sie am 11. Dezember 1940 als ungeheilt entlassen, in die Tötungsanstalt Grafeneck gebracht und dort noch am selben Tag ermordet. Ob sie tatsächlich psychisch krank war, ist ungewiss. |
|              | HIER WOHNTE LINA EINSTEIN JG. 1872 DEPORTIERT 1942 THERESIENSTADT ERMORDET 26.2.1942 TREBLINKA                                                                      | Marktplatz 14 ·                                         | Lina Einstein wurde am 16. November 1875 in Ulm geboren. Sie war eine Cousine von Albert Einstein, der auch versuchte, ihr eine Ausreisegenehmigung in die USA zu verschaffen. Dies gelang nicht. 1940 wurde sie in das jüdische Altersheim Oberstotzingen eingewiesen, bis sie wie viele ältere Juden einen Heimeinkaufsvertrag für das „Altersghetto“ Theresienstadt abschließen musste. Von Theresienstadt wurde sie nach Treblinka gebracht und dort ermordet. |
|              | IM 'BÜRGERHOSPITAL' WOHNTE WILHELMINE 'MINA' ETZEL JG. 1872 EINGEWIESEN 1933 HEILANSTALT SCHUSSENRIED 'VERLEGT' 7.6.1940 GRAFENECK ERMORDET 7.6.1940 'AKTION T4'    | Adlerbastei ·                                           | Wilhelmine 'Mina'Etzel (1872–1940) |
|              | HIER WOHNTE MATHILDE FISCHER JG. 1904 EINGEWIESEN 1937 DIAKONISSENANSTALT SCHWÄBISCH HALL 'VERLEGT' 22.4.1941 HADEMAR ERMORDET 22.4.1941 'AKTION T4'                | Neue Straße 32 ·                                        | Mathilde Fischer wurde am 18. Dezember 1904 geboren. Die körperlich und geistig wenig belastbare Mathilde Fischer wurde im Jahr 1937 krankheitshalber in das Gottlieb-Weißer-Haus in Schwäbisch Hall eingewiesen. Von dort kam sie 1940 in das Klinikum Christophsbad in Göppingen. Ohne Wissen ihrer Eltern wurde sie im März 1941 in das Klinikum am Weissenhof in Weinsberg verschoben. Am 22. April 1941 wurde sie im Zuge der Aktion T4 zur Tötungsanstalt Hadamar deportiert und am selben Tag in der dortigen Gaskammer ermordet. |
|              | HIER WOHNTE EMMY FRANKFURTER GEB. METZLER JG. 1878 DEPORTIERT 1942 IZBICA ERMORDET                                                                                  | Parkstraße 2 ·                                          | Emmy Frankfurter, geborene Metzler, geboren am 31. Juli 1878, zog im Juni 1937 nach Ulm, um in der Nähe ihrer Tochter und ihres Schwiegersohns zu sein. Diese flohen aber 1940 in die USA und Emmy Frankfurter blieb allein zurück in Deutschland, da sie in den USA keinen Bürgen fand. Im November 1940 musste sie in ein Judenhaus umziehen. Am 26. April 1942 wurde sie über das Sammellager Izbica in ein Vernichtungslager verfrachtet, wahrscheinlich nach Belzec. Wann und wo Emmy Frankfurter ermordet wurde, kann nicht mehr herausgefunden werden. Nach dem Krieg wurde sie für tot erklärt. |
|              | HIER WOHNTE ADOLF FRENKEL JG. 1901 'POLENAKTION' 1938 BENTSCHEN / ZBASZYN DEPORTIERT 1941 RIGA ERMORDET 1942                                                        | Olgastraße 114 ·                                        | Adolf Frenkel (ursprünglich Abraham), wurde am 28. Januar 1904 geboren. Er war der Sohn von Jakob Frenkel und Ida Frenkel. Er machte eine kaufmännische Ausbildung und arbeitete in den Geschäften seiner Eltern. Gegen 1933 versuchte, er nach Amerika auszuwandern, was jedoch nicht gelang. So wurde auch er in der Polenaktion deportiert. Im Krieg konnte er nach Deutschland zurückkehren. Am 1. Dezember 1941 wurde er nach Riga deportiert und 1942 im Arbeitserziehungslager Salaspils ermordet. |
|              | HIER WOHNTE HENRY FRENKEL GEN. FRANKEL JG. 1933 'POLENAKTION' 1938 BENTSCHEN / ZBASZYN KINDERTRANSPORT 1940 USA                                                     | Olgastraße 114 ·                                        | Henry Frenkel, eigentlich Heinz Joachim Frenkel, wurde am 20. Juni 1933 in Ulm geboren. Er ist der Sohn von Adolf FrenkelMartha Frenkel. Nachdem er mit seinen Eltern von Polen nach Deutschland zurückkehrte, gelang es diesen, ihn 1940 auf einem Kindertransport der German Jewish Children’s Aid unterzubringen. Er war eines von ca. 1000 Kindern, die auf diese Weise in die USA kamen. Er lebt heute unter dem Namen Henry Frankel in den USA (Stand 2015). |
|              | HIER WOHNTE IDA FRENKEL GEB. CHASKELOWITZ JG. 1879 'POLENAKTION' 1938 BENTSCHEN / ZBASZYN ZDUNSKA WOLA ERMORDET IM BESETZTEN POLEN                                  | Olgastraße 114 ·                                        | Ida Frenkel, geborene Chaskelowitz, geboren 1879, war die Ehefrau von Jakob Frenkel. Auch sie wurde bei der Polenaktion ausgewiesen und später ermordet. |
|              | HIER WOHNTE JAKOB FRENKEL JG. 1881 'POLENAKTION' 1938 BENTSCHEN / ZBASZYN ZDUNSKA WOLA ERMORDET IM BESETZTEN POLEN                                                  | Olgastraße 114 ·                                        | Jakob Frenkel, geborene Chaskelowitz, geboren 1881, war Tabak- und Zigarrenhändler mit mehreren Geschäften, erst in Stuttgart dann in Ulm. Am 28. Oktober 1938 wurde er im Rahmen der Polenaktion nach Zduńska Wola deportiert und später unter nicht geklärten Umständen im besetzten Polen ermordet. |
|              | HIER WOHNTE MARTHA FRENKEL GEN. FRANKEL GEB. EINSTEIN JG. 1906 'POLENAKTION' 1938 BENTSCHEN / ZBASZYN FLUCHT 1941 USA                                               | Olgastraße 114 ·                                        | Martha Frenkel, geborene Einstein, angenommener Name Frankel, geboren am 4. Februar 1906, war die Ehefrau von Adolf Frenkel. Nach der Abschiebung nach Polen konnte sie mit ihrem Mann und ihrem Sohn Heinz Joachim Frenkel zurückkommen, da sie in Deutschland geboren war. Sie konnte im September 1941 in die USA flüchten und baute sich dort eine neue Existenz auf. Martha Frenkel heiratete nochmals und starb als Martha Bamberger am 31. März 1995 in New York. |
|              | HIER WOHNTE GUSTAV FREY JG. 1867 EINGEWIESEN 1889 HEILANSTALT SCHUSSENRIED PFLEGEANSTALT HEGGBACH 'VERLEGT' 11.9.1940 GRAFENECK ERMORDET 11.9.1940 'AKTION T4'      | Radgasse 15 ·                                           | Gustav Frey (1867–1940) |
|              | HIER WOHNTE WOLFGANG GIRMOND JG. 1922 EINGEWIESEN 1938 HEILANSTALT ZWIEFALTEN 'VERLEGT' 9.12.1940 GRAFENECK ERMORDET 9.12.1940 'AKTION T4'                          | Am Zundeltor 2 ·                                        | Wolfgang Girmond (1922–1940) |
|              | HIER WOHNTE LINA GIRR JG. 1878 SEIT 1922 VERSCHIEDENE HEILANSTALTEN 'VERLEGT' 29.7.1940 GRAFENECK ERMORDET 29.7.1940 'AKTION T4'                                    | Frauengraben 47 ·                                       | Lina Girr wurde am 12. Juli 1878 in Ulm geboren. Sie hatte Epilepsie und war halbseitig gelähmt. Deshalb wurde sie mit 16 Jahren in die Von Bodelschwinghsche Stiftungen Bethel eingewiesen. Nach 18 Jahren wurde sie als ungeheilt entlassen und in die Heilanstalten Kloster Weißenau und 1925 Liebenau überwiesen. Mitte 1940 wurde sie über die Anstalt Schussenried in die Tötungsanstalt Grafeneck gebracht, wo sie direkt nach der Ankunft am 29. Juli 1940 im Rahmen der Aktion T4 ermordet wurde. |
|              | HIER WOHNTE ANNELIESE GLINERT GEB. HIRSCH JG. 1921 FLUCHT 1939 USA                                                                                                  | Neutorstraße 36 ·                                       | Anneliese Glinert, geborene Hirsch (1921–) |
|              | HIER WOHNTE LUDWIG GOLDMANN JG. 1864 ZWANGSALTERSHEIM 1939 HERRLINGEN TOT 1. JAN. 1941                                                                              | Weinhof 23 ·                                            | Ludwig Goldmann (1864–1941) |
|              | HIER WOHNTE MATHILDE GOLDMANN GEB. MOOS JG. 1870 ZWANGSALTERSHEIM 1939 HERRLINGEN DEPORTIERT 1942 THERESIENSTADT TREBLINKA ERMORDET                                 | Weinhof 23 ·                                            | Mathilde Goldmann, geborene Moos (1870–1942) |
|              | HIER WOHNTE NORBERT GROSS JG. 1941 'EINGEWIESEN' 5.1.1945 'KINDERFACHABTEILUNG' HEILANSTALT KAUFBEUREN TOT AN DEN FOLGEN DER 'BEHANDLUNG' 23.5.1945                 | Heimstraße 25 ·                                         | Norbert Gross (1941–1945) |
|              | HIER WOHNTE KATHARINA HÄGELE GEB. ARNOLD JG. 1896 EINGEWIESEN 1933 HEILANSTALT SCHUSSENRIED 'VERLEGT' 7.6.1940 GRAFENECK ERMORDET 7.6.1940 'AKTION T4'              | Böblingerstraße 28/2 ·                                  | Katharina Hägele, geborene Arnold, (1896–1940) |
|              | HIER WOHNTE MARIA HAUSSER JG. 1868 EINGEWIESEN 1902 ANSTALT SCHWÄBISCH HALL OBERER RIEDHOF ULM 'VERLEGT' 23.8.1940 GRAFENECK ERMORDET 23.8.1940 'AKTION T4'         | Kirchstraße 3 ·                                         | Maria Hausser wurde am 21. Mai 1868 in Grimmelfingen geboren. Sie war von Geburt an geistig behindert und von „zwerghaftem Wuchs“. 1902 wurde sie in die Diakonissenanstalt Schwäbisch Hall eingewiesen und 1920 in die Landesfürsorgeanstalt Oberer Riedhof verlegt. Am 23. August 1940 wurde sie in die Tötungsanstalt Grafeneck gebracht, wo sie noch am selben Tag im Rahmen der Aktion T4 vergast wurde. |
|              | HIER WOHNTE UND PRAKTIZIERTE DR. LUDWIG HECHT JG. 1866 DEPORTIERT 1942 THERESIENSTADT ERMORDET 21.1.1943                                                            | Olgastraße 85 ·                                         | Ludwig Hecht wurde am 14. Oktober 1866 geboren. Er war praktischer und Armenarzt bis ihm von den Nationalsozialisten die Approbation entzogen wurde. Über das Ghettohaus in der Ensingerstr. 3 und das jüdische Altersheim im Oberstotzinger Schloss kam er am 22. August 1942 in das Konzentrationslager Theresienstadt, wo er am 21. Januar 1943 durch Unterernährung sein Leben verlor. |
|              | HIER WOHNTE ROSA HECHT GEB. THALMESSINGER JG. 1870 DEPORTIERT 1942 THERESIENSTADT ERMORDET 13.1.1943                                                                | Olgastraße 85 ·                                         | Rosa Hecht, geborene Thalmessinger wurde am 15. August 1870 in Neu-Ulm geboren. Sie war die Ehefrau von Ludwig Hecht. Sie wurde zusammen mit ihrem Mann über das Ghettohaus und das jüdische Altersheim nach Theresienstadt deportiert und verlor dort am 13. Januar 1943 durch Unterernährung. |
|              | KURT HENNE JG. 1914 DESERTIERT 24.2.1944 VERHAFTET 27.10.1944 VERURTEILT 8.12.1944 HINGERICHTET 17.3.1945                                                           | Frauenstraße 134 ·                                      | Kurt Henne wurde am 18. Dezember 1914 geboren. Er war im damaligen Militär-Arresthaus in der Frauenstraße 134 inhaftiert, weil er von der Wehrmacht desertiert war. Sein Todesurteil wurde am 17. März 1945 in Ulm auf dem Schießstand im Lehrer Tal vollstreckt. |
|              | HIER WOHNTE KURT HILB JG. 1914 FLUCHT 1938 PALÄSTINA | Neutorstraße 16 ·                                       | Kurt Hilb wurde 1914 geboren. Er war der ältere Sohn von Jenny Moos aus ihrer ersten Ehe mit Julius Hilb. Er konnte über England nach Israel fliehen. |
|              | HIER WOHNTE OTTO HILB JG. 1915 FLUCHT 1939 PALÄSTINA | Neutorstraße 16 ·                                       | Otto Hilb wurde 1915 geboren. Er war der zweite Sohn von Jenny Moos aus der Ehe mit Julius Hilb. In der Reichspogromnacht wurde er misshandelt und danach in das KZ Dachau deportiert. Mit Hilfe gefälschter Papiere gelang ihm die Flucht über England nach Israel. |
|              | HIER WOHNTE FRIDA HIRSCH JG. 1885 FLUCHT 1940 USA | Neutorstraße 36 ·                                       | Frida Hirsch (1885–) |
|              | HIER WOHNTE FRITZ HIRSCH JG. 1908 VERHAFTET 1943 INTERNIERT TITTMONING LAUFEN 1945 AUSTAUSCH SCHWEIZ, SÜDFRANKREICH ALGERIEN                                        | Neutorstraße 36 ·                                       | Fritz Hirsch (1908–) |
|              | HIER WOHNTE ILSE HIRSCH GEB. VÖHL JG. 1904 DEPORTIERT 1943 ERMORDET IN AUSCHWITZ                                                                                    | Wagnerstraße 105 ·                                      | Ilse Hirsch, geborene Vöhl, wurde am 21. Oktober 1904 in Hessen geboren. Neben ihr hatten ihre Eltern noch zwei weitere Kinder, Johanna und Manfred, die beide den Holocaust überlebten. Mit ihrem Mann Samuel Hirsch plante sie, nach Südamerika auszuwandern, was jedoch scheiterte. Ilse Hirsch wurde 1943 mit ihrem Mann Samuel und ihrer Tochter Mina nach Auschwitz deportiert und dort ermordet. |
|              | HIER WOHNTE LEOPOLD HIRSCH JG. 1876 FLUCHT 1940 USA | Neutorstraße 36 ·                                       | Leopold Hirsch (1876–) |
|              | HIER WOHNTE MINA HIRSCH JG. 1927 DEPORTIERT 1943 ERMORDET IN AUSCHWITZ                                                                                              | Wagnerstraße 105 ·                                      | Mina Hirsch wurde am 29. Mai 1927 als Tochter von Ilse und Samuel Hirsch geboren. Mina ging auf die jüdische Schule am Ulmer Weinhof und begann wie ihr Vater für die „Nathan Strauss Hüttenwerke“ zu arbeiten. Trotz vieler zu erduldender Repressalien wurde sie von ihren Freundinnen als lebenslustig beschrieben. Kurz vor ihrer Deportation verabschiedete sie sich via Brief von ihrer in die Vereinigten Staaten geflohenen Freundin Hannelore Baer. Mina Hirsch wurde zusammen mit ihrem Vater Samuel und ihrer Mutter Ilse nach Auschwitz deportiert und dort ermordet. |
|              | HIER WOHNTE SAMUEL HIRSCH JG. 1890 DEPORTIERT 1943 ERMORDET IN AUSCHWITZ                                                                                            | Wagnerstraße 105 ·                                      | Samuel Hirsch wurde am 4. August 1890 in Bad Mergentheim geboren. Außer ihm hatte die Familie noch vier Mädchen, von denen zwei den Holocaust überlebten. Hirsch war in leitender Tätigkeit bei der Firma „Strauss Hüttenwerke“ tätig. Die Familie plante, nach Chile zu emigrieren; dieser Plan scheiterte jedoch aufgrund des Krieges. 1942, während Juden aus Ulm deportiert wurden, bekam Samuel Hirsch von seinem Arbeitgeber den Status „kriegswichtig“, weshalb er und seine Familie vorerst bleiben durften. Anfang 1943 wurde jedoch beschlossen, auch „kriegswichtige“ Juden zu verschleppen, und so wurde Hirsch mit seiner Familie und den restlichen Juden Ulms nach Auschwitz deportiert und dort ermordet. |
|              | HIER WOHNTE WILHELM HUMMEL JG. 1885 DEPORTIERT 1940 KZ DACHAU 'VERLEGT' 26.1.1942 HARTHEIM ERMORDET 26.1.1942 'AKTION 14f13'                                        | Unter der Metzig 19 ·                                   | Wilhelm Hummel (1885–1942) |
|              | HIER WOHNTE OSKAR JOHN JG. 1896 EINGEWIESEN 1929 HEILANSTALT WEISSENAU 'VERLEGT' 27.5.1940 GRAFENECK ERMORDET 27.5.1940 'AKTION T4'                                 | Frauengraben 35 ·                                       | Oskar John (1896–1940) |
|              | HIER WOHNTE ROSA KAHN GESCH. MITLEHNER JG. 1877 ZWANGSUMZUG 1942 ALTERSHEIM DEPORTIERT 1942 THERESIENSTADT ERMORDET 21.07.1943                                      | Frauenstraße 52 ·                                       | Rosa Kahn, geschiedene Mitlehner (1877–1943) |
|              | HIER WOHNTE GERDI KAUFMANN JG. 1924 DEPORTIERT 1942 IZBICA ERMORDET                                                                                                 | Keplerstraße 21 ·                                       | Gerdi Kaufmann, die jüngste Tochter von Rosa Kaufmann, wurde am 23. September 1924 geboren. Sie verbrachte den Großteil ihrer Kindheit im israelitischen Waisenhaus in Esslingen. Am Tag nach der Reichspogromnacht wurde das Waisenhaus von SA-Männern gestürmt. Den Kindern und Pflegern wurde verboten, das Haus zu betreten, Kinder irrten auf der Straße herum und mussten von Bekannten und Verwandten versorgt werden. Gerdi Kaufmann arbeitete ab 1940 zuerst als Praktikantin in einem Altersheim und ab dem 23. Februar 1942 im jüdischen Zwangsaltersheim in Dellmensingen. Am 24. April 1942 wurde das Betreuungspersonal mit unbekanntem Ziel „evakuiert“. Nach dem Krieg konnte rekonstruiert werden, dass sie am 26. April 1942 von Stuttgart aus nach Izbica, einer Zwischenstation für Vernichtungslager in Osteuropa, deportiert wurde. Ihr weiteres Schicksal ist ungewiss. |
|              | HIER WOHNTE ROSA KAUFMANN GEB. SMUS JG. 1899 EINGEWIESEN 1932 ANSTALT SCHWÄBISCH HALL 'VERLEGT' 4.12.1940 GRAFENECK ERMORDET 4.12.1940 'AKTION T4'                  | Keplerstraße 21 ·                                       | Rosa Kaufmann, geborene Smus, wurde 1899 in Minsk geboren. Ab 1910 lebte die Familie in München, 1919 heiratete Rosa Smus dort Hertz David Kaufmann. Ihr Mann arbeitete unter anderem als Angestellter bei der Ulmer Tabak- und Zigarettenfabrik Monestra. Die Familie ließ sich in Ulm nieder und bekam 3 Kinder. Drei Jahre nach der Geburt der jüngsten Tochter starb Ehemann Hermann (eingedeutschter Name) 1927 im Alter von 41 Jahren plötzlich. Rosa konnte sich danach aus finanziellen und gesundheitlichen Gründen nicht mehr dauerhaft um die Kinder kümmern, weshalb sie diese in das israelitische Waisenhaus in Esslingen brachte. Aufgrund verschiedener psychischer Probleme wurde Rosa Kaufmann 1931 in die Heilanstalt Schussenried aufgenommen. Trotz vieler Bemühungen ihres Umfelds verschlechterte sich ihr Zustand dort sichtlich. 1932 wurde Rosa Kaufmann in das Gottlieb-Weißer-Haus in Schwäbisch Hall verlegt. Als dieses in die Hand der Nazis fiel, wurde sie im November 1940 im Zuge des Aktion T4-Krankenmordprogramms in die Zwischenanstalt Weinsberg verlegt, dort am 4. Dezember 1940 „ungeheilt entlassen“, mit weiteren Kranken in die Tötungsanstalt Grafeneck gebracht und dort ermordet. |
|              | HIER WOHNTE JAKOB KLAPPHOLZ JG. 1891 FLUCHT 1937 TSCHECHOSLOWAKEI DEPORTIERT 1942 THERESIENSTADT ERMORDET IN TREBLINKA                                              | Marktplatz 9 ·                                          | Jakob Klappholz wurde 1891 geboren. Er diente im Ersten Weltkrieg. In Ulm besaß er die Stuttgarter Möbelhalle. 1923 heiratete er Wilhelmine Weil, mit der er die drei Kinder Walter, Julia und Ottilie hatte. Wegen der Diskriminierung im Reich emigrierte die Familie 1937 nach Brünn in der Tschechoslowakei, das allerdings schon Frühjahr 1939 zum Protektorat Böhmen und Mähren gehörte. 1942 wurde die Familie in das KZ Theresienstadt und später in das Warschauer Ghetto deportiert. Hier verliert sich die Spur. Vermutlich wurde Jakob Klappholz in das KZ Treblinka verbracht, wo er am selben Tag vergast wurde. |
|              | HIER WOHNTE JULIA KLAPPHOLZ JG. 1930 FLUCHT 1937 TSCHECHOSLOWAKEI DEPORTIERT 1942 THERESIENSTADT ERMORDET IN TREBLINKA                                              | Marktplatz 9 ·                                          | Julia Klappholz wurde 1930 geboren. Sie war das zweite Kind von Jakob Klappholz und Wilhelmine Klappholz. Sie hatte zwei Geschwister, Walter und Ottilie. 1942 wurde die Familie in das KZ Theresienstadt und später in das Warschauer Ghetto deportiert. Hier verliert sich die Spur. Vermutlich wurde Julia Klappholz in das KZ Treblinka verbracht, wo sie am selben Tag vergast wurde. |
|              | HIER WOHNTE OTTILIE KLAPPHOLZ JG. 1933 FLUCHT 1937 TSCHECHOSLOWAKEI DEPORTIERT 1942 THERESIENSTADT ERMORDET IN TREBLINKA                                            | Marktplatz 9 ·                                          | Ottilie Klappholz wurde 1933 geboren. Er war das jüngste Kind von Jakob Klappholz und Wilhelmine Klappholz. Sie hatte zwei Geschwister, Walter und Julia. 1942 wurde die Familie in das KZ Theresienstadt und später in das Warschauer Ghetto deportiert. Hier verliert sich die Spur. Vermutlich wurde Ottilie Klappholz in das KZ Treblinka verbracht, wo sie am selben Tag vergast wurde. |
|              | HIER WOHNTE WALTER LEOPOLD KLAPPHOLZ JG. 1924 FLUCHT 1937 TSCHECHOSLOWAKEI DEPORTIERT 1942 THERESIENSTADT ERMORDET IN TREBLINKA                                     | Marktplatz 9 ·                                          | Walter Leopold Klappholz wurde 1924 geboren. Er war der älteste Sohn von Jakob Klappholz und Wilhelmine Klappholz. Er hatte zwei Schwestern, Julia und Ottilie. 1942 wurde die Familie in das KZ Theresienstadt und später in das Warschauer Ghetto deportiert. Hier verliert sich die Spur. Vermutlich wurde Walter Klappholz in das KZ Treblinka verbracht, wo er am selben Tag vergast wurde. |
|              | HIER WOHNTE WILHELMINE KLAPPHOLZ GEB. WEIL JG. 1902 FLUCHT 1937 TSCHECHOSLOWAKEI DEPORTIERT 1942 THERESIENSTADT ERMORDET IN TREBLINKA                               | Marktplatz 9 ·                                          | Wilhelmine Klappholz, geborene Weil, wurde 1902 geboren. Sie war die Frau von Jakob Klappholz, mit dem sie die drei Kinder Walter, Julia und Ottilie hatte. 1942 wurde die Familie in das KZ Theresienstadt und später in das Warschauer Ghetto deportiert. Hier verliert sich die Spur. Vermutlich wurde Wilhelmine Klappholz in das KZ Treblinka verbracht, wo sie am selben Tag vergast wurde. |
|              | HIER WOHNTE ELLY KLUGER JG. 1923 FLUCHT 1939 ENGLAND | Haßlerstraße 42 ·                                       | Elly Kluger wurde 1923 geboren. Sie wurde von ihren Eltern Rosa Kluger und Siegfried Kluger 1939 zusammen mit ihrer Schwester Maja mit einem Kindertransport nach England gerettet. |
|              | HIER WOHNTE MAJA KLUGER JG. 1925 FLUCHT 1939 ENGLAND | Haßlerstraße 42 ·                                       | Maja Kluger wurde 1925 geboren. Sie wurde von ihren Eltern Rosa Kluger und Siegfried Kluger 1939 zusammen mit ihrer Schwester Elly mit einem Kindertransport nach England gerettet. |
|              | HIER WOHNTE ROSA KLUGER GEB. WAGOWSKI JG. 1901 DEPORTIERT 1941 MINSK ERMORDET 27.7.1942                                                                             | Haßlerstraße 42 ·                                       | Rosa Kluger, geborene Wagowski, wurde 1901 in Ulm geboren. Sie heiratete 1921 Siegfried Kluger. Zusammen mit ihm wurde sie in das Ghetto Minsk deportiert. Da sie krank war, wurde sie am 28. Juli 1942 als „arbeitsunfähig“ ermordet. |
|              | HIER WOHNTE SIEGFRIED KLUGER JG. 1899 DEPORTIERT 1941 MINSK ERMORDET                                                                                                | Haßlerstraße 42 ·                                       | Siegfried Kluger wurde 1899 geboren. Er leitete eine Zigarettenfabrik. Zusammen mit seiner Frau Rosa Kluger wurde er in das Ghetto Minsk deportiert. Er wurde vermutlich bei der Auflösung des Lagers 1942 ermordet. |
|              | HIER WOHNTE MARIA KNOLL GEB. WANNENWETSCH JG. 1897 EINGEWIESEN 1931 HEILANSTALT SCHUSSENRIED 'VERLEGT' 9.7.1940 GRAFENECK ERMORDET 9.7.1940 'AKTION T4'             | Hauptstraße 44 ·                                        | Maria Knoll (1897–1940) |
|              | HIER WOHNTE DORLINA KRIPPEL GEB. GUT JG. 1875 'POLENAKTION' 1938 BENTSCHEN / ZBASZYN GHETTO RZESZOW ERMORDET 29.8.1941                                              | Hafengasse 10 ·                                         | Dorlina Krippel, geborene Gut, wurde 1875 geboren, Sie heiratete 1900 Isidor Isak Krippel. 1901 zog die Familie nach Ulm. Isidor und Dorlina Krippel bekamen vier Kinder – Jenny, Frieda, Max und Else. Der Familie ging es wirtschaftlich gut, Isidor Krippel war Handelsvertreter in der Textilbranche, Dorlina kümmerte sich um den Haushalt. Im Zuge der Polenaktion wurde die Familie nach Polen deportiert und auseinandergerissen. Dorlina Krippel kam in das Ghetto Rzeszów und wurde am 29. August 1941 ermordet. |
|              | HIER WOHNTE ELSE KRIPPEL JG. 1910 'POLENAKTION' 1938 BENTSCHEN / ZBASZYN ERMORDET IM BESETZTEN POLEN                                                                | Hafengasse 10 ·                                         | Else Krippel, eigentlich Elisabetha, wurde 1910 in Ulmgeboren. Sie war die Tochter von Isidor Isak Krippel und Dorlina Krippel und jüngste Schwester von Jenny, Frieda und Max. Else Krippel arbeitete als Abteilungsleiterin in der Firma Wohlwert in der Langen Straße (heute Neue Straße) in Ulm. Sie wurde bei der Polenaktion in Zbąszyń / Bentschen interniert und im besetzten Polen ermordet. |
|              | HIER WOHNTE FRIEDA KRIPPEL JG. 1905 'POLENAKTION' 1938 BENTSCHEN / ZBASZYN ERMORDET IM BESETZTEN POLEN                                                              | Hafengasse 10 ·                                         | Frieda Krippel wurde 1905 in Neu-Ulm geboren. Sie war die zweite Tochter von Dorlina Krippel und Isidor Isak Krippel. Sie hatte drei Geschwister – Jenny, Max und Else. 1928 brachte sie ihren unehelichen Sohn Heinz von einem nichtjüdischen Vater zur Welt. Im Zuge der Polenaktion wurde die Familie nach Polen deportiert und auseinandergerissen. Frieda Krippel wurde im Ghetto Rzeszów ermordet. |
|              | HIER WOHNTE HEINZ KRIPPEL JG. 1928 'POLENAKTION' 1938 BENTSCHEN / ZBASZYN GHETTO RZESZOW ERMORDET 8.7.1941                                                          | Hafengasse 10 ·                                         | Heinz Krippel wurde 1928 als unehelicher Sohn von Frieda Krippel geboren. Sein Vater war nichtjüdisch. Auch er wurde bei der Polenaktion nach Polen deportiert. Heinz Krippel wurde am 8. Juli 1941 im Ghetto Rzeszów im Alter von 13 Jahren ermordet. |
|              | HIER WOHNTE ISIDOR ISAK KRIPPEL JG. 1872 'POLENAKTION' 1938 BENTSCHEN / ZBASZYN GHETTO RZESZOW ERMORDET                                                             | Hafengasse 10 ·                                         | Heinz Krippel wurde 1872 geboren. Er heiratete 1900 Dorlina Gut. 1901 zog die Familie nach Ulm. Isidor und Dorlina Krippel bekamen vier Kinder – Jenny, Frieda, Max und Else. Der Familie ging es wirtschaftlich gut, Isidor Krippel war Handelsvertreter in der Textilbranche. Im Zuge der Polenaktion wurde die Familie nach Polen deportiert und auseinandergerissen. Isidor Isak Krippel kam in das Ghetto Rzeszów und wurde dort oder in einem Vernichtungslager ermordet. |
|              | HIER WOHNTE JENNY KRIPPEL JG. 1901 'POLENAKTION' 1938 BENTSCHEN / ZBASZYN GHETTO OSTRÓW LUBELSKI ERMORDET                                                           | Hafengasse 10 ·                                         | Jenny Krippel wurde 1901 geboren. Sie war die älteste Tochter von Dorlina Krippel und Isidor Isak Krippel. Sie hatte drei Geschwister – Frieda, Max und Else. Bis 1933 war sie die Privatsekretärin des Intendanten des Stadttheaters Ulm. Im Zuge der Polenaktion wurde die Familie nach Polen deportiert und auseinandergerissen. Jenny Krippel wurde im Ghetto Ostrów Lubelski ermordet. |
|              | HIER WOHNTE MAX KRIPPEL MORDECHAI CARMI JG. 1908 FLUCHT 1937 PALÄSTINA                                                                                              | Hafengasse 10 ·                                         | Max Krippel, später Mordechai Carmi, wurde 1908 in Ulm geboren. Er war das dritte Kind von Isidor Isak Krippel und Dorlina Krippel. Er hatte drei Schwestern – Jenny, Frieda und Else. Max Krippel emigrierte 1937 und ging nach Israel. Dort nannte er sich in Mordechai Carmi um und gründete eine Familie. |
|              | STEINHÖVELSTRASSE 5 WOHNTE CURT LEBRECHT JG. 1911 FLUCHT 1939 USA                                                                                                   | Steinhövelstraße 5 ·                                    | Curt Lebrecht (1911–) |
|              | STEINHÖVELSTRASSE 5 WOHNTE HANS LEBRECHT JG. 1915 FLUCHT 1938 PALÄSTINA                                                                                             | Steinhövelstraße 5 ·                                    | Hans Lebrecht (1915–) |
|              | STEINHÖVELSTRASSE 5 WOHNTE HEINRICH LEBRECHT JG. 1919 FLUCHT 1939 CHILE FLUCHT IN DEN TOD 17.12.1941                                                                | Steinhövelstraße 5 ·                                    | Heinrich Lebrecht (1919–1941) |
|              | STEINHÖVELSTRASSE 5 WOHNTE ROSA LEBRECHT GEB. KOHN JG. 1887 FLUCHT 1941 USA                                                                                         | Steinhövelstraße 5 ·                                    | Rosa Lebrecht, geborene Kohn (1887–) |
|              | STEINHÖVELSTRASSE 5 WOHNTE WALTER LEBRECHT JG. 1913 FLUCHT 1937 CHILE                                                                                               | Steinhövelstraße 5 ·                                    | Walter Lebrecht (1913–) |
|              | STEINHÖVELSTRASSE 5 WOHNTE WILHELM LEBRECHT JG. 1880 FLUCHT 1941 USA                                                                                                | Steinhövelstraße 5 ·                                    | Wilhelm Lebrecht (1880–) |
|              | HIER WOHNTE LUDWIG LEVY JG. 1870 DEPORTIERT 1942 THERESIENSTADT ERMORDET 26.9.1942 TREBLINKA                                                                        | Herdbruckerstraße 8 ·                                   | Ludwig Levy wurde 1870 im saarländischen Illingen geboren. Er führte mit seiner Ehefrau Sofie Levy seit 1899 in der Herdbruckerstraße 8 ein großes Hutgeschäft. Ab 1935 mussten sie das Geschäft verpachten und drei Jahre später ihr Haus verkaufen. Gemeinsam mit seiner Ehefrau wurde Ludwig Levy im Jahr 1942 zunächst in das Zwangsaltersheim für jüdische Senioren im Schloss Oberstotzingen gebracht, dann über das KZ Theresienstadt zum Vernichtungslager Treblinka deportiert. Dort verlor er am 26. September 1942. |
|              | HIER WOHNTE SOFIE LEVY GEB. GUTMANN JG. 1872 DEPORTIERT 1942 THERESIENSTADT ERMORDET 26.9.1942 TREBLINKA                                                            | Herdbruckerstraße 8 ·                                   | Sofie Levy, geborene Gutmann, wurde 1872 in Philippsburg geboren. Sie führte mit ihrem Ehemann Ludwig Levy seit 1899 ein großes Hutgeschäft in der Herdbruckerstraße 8. Ab 1935 mussten sie das Geschäft verpachten und drei Jahre später ihr Haus verkaufen. Gemeinsam mit ihrem Ehemann wurde Sofie Levy im Jahr 1942 zunächst in das Zwangsaltersheim für jüdische Senioren im Schloss Oberstotzingen gebracht, dann über das KZ Theresienstadt zum Vernichtungslager Treblinka deportiert. Dort verlor sie am 26. September 1942 ihr Leben. |
|              | HIER WOHNTE FRIEDRICH 'FRITZ' MAYER JG. 1906 SCHUTZHAFT 1938 KZ DACHAU MEDIZINISCHE BEHANDLUNG VERWEIGERT TOT AN DEN FOLGEN 17. MÄRZ 1939                           | Weinhof 6 ·                                             | Friedrich Mayer (1906–1939) |
|              | HIER WOHNTE JETTE MAYER JG. 1870 DEPORTIERT 1942 THERESIENSTADT TREBLINKA ERMORDET 4.10.1942                                                                        | Weinhof 6 ·                                             | Jette Mayer (1870–1942) |
|              | HIER WOHNTE JULIE MAYER GEB. KIEFE JG. 1881 ENTRECHTET, ENTEIGNET TOT 12. JUNI 1940 STUTTGART                                                                       | Weinhof 6 ·                                             | Julie Mayer, geborene Kiefe (1881–1940) |
|              | HIER WOHNTE DOROTHEA METH-COHN JG. 1904 DEPORTIERT 1942 THERESIENSTADT 1944 AUSCHWITZ ERMORDET                                                                      | Neue Straße 95/97 ·                                     | Dorothea Meth-Cohn wurde 1904 geboren. Sie pflegte zuerst Julius Cohns erste Frau Herta bis zu deren Tod und später Julius Cohn selbst, nachdem er in der Reichspogromnacht schwer misshandelt worden war. 1939 heiratete sie Julius Cohn, da es nur noch Rabbinern und ihren Familien gestattet war, Deutschland zu verlassen. Nach dem Kriegsausbruch zerschlug sich diese Hoffnung für sie. Sie übernahm 1940 die Leitung eines jüdischen Altersheims, von wo sie 1942 zusammen mit den Heimbewohnern nach Theresienstadt deportiert wurde. Am 19. Oktober 1944 wurde sie in das KZ Auschwitz gebracht und ermordet. |
|              | HIER WOHNTE OTTO METH-COHN JG. 1935 KINDERTRANSPORT 1939 ENGLAND | Neue Straße 95/97 ·                                     | Dorothea Meth von seinem Stiefvater Julius Cohn Anfang 1939 adoptiert, da nur noch Rabbinern und ihren Familien die Auswanderung aus Deutschland erlaubt war. Im Juni 1939 kam er mit einem Kindertransport nach Edinburgh/Schottland. |
|              | HIER WOHNTE KARL RICHARD MITLEHNER JG. 1932 DEPORTIERT 1941 RIGA ERMORDET                                                                                           | Frauenstraße 52 ·                                       | Karl Richard Mitlehner |
|              | HIER WOHNTE ROSA MITLEHNER JG. 1908 DEPORTIERT 1941 RIGA ERMORDET                                                                                                   | Frauenstraße 52 ·                                       | Rosa Mitlehner |
|              | HIER WOHNTE ALFRED MOOS JG. 1871 ZWANGSUMZUG 1939 ALTERSHEIM DEPORTIERT 1942 THERESIENSTADT 1942 TREBLINKA ERMORDET                                                 | Frauenstraße 7 ·                                        | Alfred Moos |
|              | HIER WOHNTE BERTHA MOOS JG. 1875 ZWANGSUMZUG 1939 ALTERSHEIM DEPORTIERT 1942 THERESIENSTADT 1942 TREBLINKA ERMORDET                                                 | Frauenstraße 7 ·                                        | Bertha Moos |
|              | HIER WOHNTE DR. ERNST MOOS JG. 1884 DEPORTIERT 1943 THERESIENSTADT 1944 AUSCHWITZ ERMORDET                                                                          | Ensingerstraße 3 ·                                      | Dr. Ernst Moos (1884–1944) |
|              | HIER WOHNTE ERNST MOOS JG. 1913 FLUCHT 1936 SÜDAFRIKA | Frauenstraße 7 ·                                        | Ernst Moos |
|              | HIER WOHNTE HANS JOSEF MOOS JG. 1924 FLUCHT 1939 DÄNEMARK 1943 SCHWEDEN                                                                                             | Frauenstraße 7 ·                                        | Hans Josef Moos |
|              | HIER WOHNTE HUGO MOOS JG. 1877 DEPORTIERT 1942 THERESIENSTADT ERMORDET 18.12.1942                                                                                   | Neutorstraße 16 ·                                       | Hugo Moos geboren 1877 in Ulm, war der Sohn eines Kaufmannes und einer Tante Albert Einsteins. Im Ersten Weltkrieg diente Hugo Moos als Soldat und engagierte sich nach seiner Heimkehr in der Deutschen Demokratischen Partei und dem Reichsbanner Schwarz-Rot-Gold. Nach der Machtergreifung Hitlers emigrierte er nicht wie viele andere in die Vereinigten Staaten, sondern hoffte, dass sich die Situation zum Besseren wenden würde. Nach mehreren Zwangsumsiedelungen und der Heirat mit Jenny Hilb (danach Moos) verstarb er am 18. Dezember 1942 im „Altersghetto“ Theresienstadt ohne jegliche medizinische Versorgung an Krebs. |
|              | HIER WOHNTE JAKOB MOOS JG. 1875 VERHAFTET 1938 GEFÄNGNIS NEUMÜNSTER DEPORTIERT 1941 KOWNO / KAUNAS FORT IX ERMORDET 25.11.1941                                      | Weinhof 23 ·                                            | Jakob Moos (1864–1941) |
|              | HIER WOHNTE JENNY MOOS GEB. SUNDHEIMER VERW. HILB JG. 1886 DEPORTIERT 1942 THERESIENSTADT 1943 AUSCHWITZ ERMORDET                                                   | Neutorstraße 16 ·                                       | wurde 1886 in Nürnberg geboren. Sie heiratete 1913 den Kaufmann Julius Hilb, mit dem sie zwei Söhne hatte: Kurt und Otto. Ihr Ehemann war ein hochdekorierter Soldat, der 1929 verstarb. Im Zuge der „Arisierung“ verlor sie ihr Geschäft. Ihr Sohn Otto wurde während der Reichspogromnacht schwer misshandelt, konnte sich jedoch mit seinem Bruder nach Israel absetzen. Jenny Moos kam in mehrere Zwangsaltersheime, bevor sie am 30. Januar 1943 nach Auschwitz deportiert und dort ermordet wurde. |
|              | HIER WOHNTE KARL ISIDOR MOOS JG. 1877 DEPORTIERT 1942 TRANSIT – GHETTO IZBICA ERMORDET                                                                              | Frauenstraße 7 ·                                        | Karl Isidor Moos |
|              | HIER WOHNTE DR. PAUL MOOS JG. 1902 EINGEWIESEN 1938 HEILANSTALT ZWIEFALTEN 'VERLEGT' 9.5.1940 GRAFENECK ERMORDET 9.5.1940 AKTION T4                                 | Friedrich-Ebert-Straße 14 ·                             | Paul Moos wurde am 10. September 1902 in Ulm geboren. Er war Arzt, spezialisiert auf Nervenkrankheiten. 1934 reiste er mit Unterstützung seines Cousins Albert Einstein in die USA aus. Bittere Ironie: Der Nervenarzt Paul Moos erkrankte an Schizophrenie und musste deshalb 1938 die USA wieder Richtung Deutschland verlassen. Am 29. September 1938 wurde er in Riedlingen zwangsweise sterilisiert. Am 9. Mai 1940 wurde er von der Heilanstalt Zwiefalten in die Vernichtungsanstalt Grafeneck verbracht und noch am selben Tag vergast. |
|              | HIER WOHNTE RUDOLF MOOS JG. 1910 'SCHUTZHAFT' 1938 DACHAU FLUCHT 1938 BRASILIEN                                                                                     | Friedrich-Ebert-Straße 14 ·                             | Rudolf Moos wurde am 30. Juli 1910 in Ulm geboren. Er war Rechtsreferendar. Nach der Reichspogromnacht kam er in das KZ Dachau. Da er schon ein Visum hatte, konnte er dieses unter der Bedingung, sofort auszureisen nach ein paar Wochen verlassen. Er floh Ende 1938 nach Brasilien. |
|              | HIER WOHNTE SELMA MOOS GEB. GUTMANN JG. 1877 DEPORTIERT 1940 GURS INTERNIERT DRANCY ERMORDET 7.8.1942                                                               | Friedrich-Ebert-Straße 14 ·                             | Selma Moos wurde am 3. Dezember 1877 geboren. Sie war die Mutter von Paul Moos und Rudolf Moos. Sie wurde am 22. Oktober 1940 nach Gurs im damaligen Vichy-Frankreich deportiert. Am 6. August 1942 sollte sie in das KZ Auschwitz verbracht werden, starb aber schon im Transitlager Drancy. |
|              | HIER WOHNTE JOSEFINE MUNDING GEB. BODON JG. 1884 EINGEWIESEN 1927 HEILANSTALT SCHUSSENRIED 'VERLEGT' 9.7.1940 GRAFENECK ERMORDET 9.7.1940 AKTION T4                 | Wörthstraße 40 ·                                        | Josefine Munding, geborene Bodon, wurde 1884 in Mühlhausen (Landkreis Biberach) geboren. Josefine galt als belesene, kluge und gebildete Frau mit großem Gerechtigkeitssinn. 1907 brachte sie ihr erstes Kind zur Welt (es folgten fünf weitere) und heiratete den Kindsvater Karl Munding. 1917 zog die Familie nach Ulm. Am 28. Dezember 1926 wurde sie in einem Zustand großer Erregung ins Krankenhaus gebracht und wenig später in der Heilanstalt Schussenried aufgenommen. Sie wurde am 9. Juli 1940 nach Grafeneck deportiert und unmittelbar nach ihrer Ankunft mit Gas ermordet. |
|              | HIER WOHNTE AUGUST NATHAN JG. 1884 FLUCHT 1939 ENGLAND | Heimstraße 29 ·                                         | August Nathan geboren 1884, war im Ersten Weltkrieg Offizier und wurde mehrfach ausgezeichnet. Der Rechtsanwalt heiratete 1920 Margarete Gayler. In der Reichspogromnacht wurde er misshandelt und anschließend in das KZ Dachau gebracht, von wo aus er 9 Tage später zurückkam. Zusammen mit seiner Frau konnte er eine Woche vor Kriegsbeginn nach England fliehen. |
|              | HIER WOHNTE ERICH NATHAN JG. 1922 FLUCHT 1939 ENGLAND ALS BRITISCHER SOLDAT GEFALLEN 3.4.1945 VOR OSNABRÜCK                                                         | Heimstraße 29 ·                                         | Erich Nathan wurde 1922 in Ulm geboren. Er war der Sohn des jüdischen Rechtsanwalt August Nathan und seiner christlichen Ehefrau Margarete. Obwohl er im evangelischen Glauben erzogen wurde, musste er 1939 nach England fliehen. Dort meldete er sich unter dem Namen Eric Howarth bei der britischen Armee, um gegen Hitler-Deutschland zu kämpfen. Er fiel am 3. April 1945 bei Osnabrück. |
|              | HIER WOHNTE LUISE NATHAN VERH. STRATE-NATHAN JG. 1921 FLUCHT 1939 ENGLAND                                                                                           | Heimstraße 29 ·                                         | Luise Nathan wurde 1921 geboren. Sie war die Tochter von August Nathan und Margarete Nathan und die ältere Schwester von Erich Nathan. Ab 1936 durfte sie als Halbjüdin nicht mehr in Deutschland zur Schule gehen und besuchte daraufhin eine Schule in der Schweiz. 1939 floh sie nach England. |
|              | HIER WOHNTE MARGARETE NATHAN GEB. GAYLER JG. 1896 FLUCHT 1939 ENGLAND                                                                                               | Heimstraße 29 ·                                         | Margarete Nathan, geborene Gayler, wurde 1884 als Tochter eines Esslinger Bankiers geboren. Nachdem ihr erster Mann im Ersten Weltkrieg gefallen war, heiratete sie 1920 August Nathan. Obwohl die Repressalien der Nationalsozialisten immer größer wurden, blieb die aktive evangelische Christin bei ihrem jüdischen Mann. Zusammen mit ihrem Mann konnte sie eine Woche vor Kriegsbeginn nach England fliehen. |
|              | HIER WOHNTE PAUL NATHAN JG. 1906 DEPORTIERT 1942 THERESIENSTADT 1944 AUSCHWITZ ERMORDET                                                                             | Olgastraße 80 ·                                         | Paul Nathan (1906–1944/45) |
|              | HIER WOHNTE BERTHA NEUBURGER GEB. BERNHEIM JG. 1864 DEPORTIERT 1942 THERESIENSTADT 1942 TREBLINKA ERMORDET                                                          | Schuhhausgasse 9 ·                                      | Bertha Neuburger, geborene Bernheim, wurde 1864 geboren. Sie war die Witwe des Kurzwarengroßhändlers Jakob Neuburger, mit dem sie die zwei Töchter Helene und Emma hatte. Mit ihren Töchtern und ihrer (angeheirateten) Nichte Martha Neuburger lebte sie im Haus Schuhhausgasse 9, welches 1939 zu einem Judenhaus erklärt wurde. Das Geschäft musste aufgegeben werden. Bertha Neuburger wurde in das jüdische Altersheim Herrlingen und später Oberstotzingen zwangsumgesiedelt. Von da kam sie August 1942 in das KZ Theresienstadt und am 23. September 1942 in das Vernichtungslager Treblinka, wo sie noch am selben Tag mit Gas ermordet wurde. |
|              | HIER WOHNTE HELENE NEUBURGER JG. 1888 DEPORTIERT 1941 RIGA ERMORDET                                                                                                 | Schuhhausgasse 9 ·                                      | Emma Neuburger, geboren 1892, war die jüngere Tochter von Bertha Neuburger und Jakob Neuburger und jüngere Schwester von Helene. Zusammen mit ihrer Schwester und Martha wurde sie im Dezember 1941 nach Riga deportiert. Wann und wie sie dort ermordet wurden, ist nicht bekannt. |
|              | HIER WOHNTE EMMA NEUBURGER JG. 1892 DEPORTIERT 1941 RIGA ERMORDET                                                                                                   | Schuhhausgasse 9 ·                                      | Helene Neuburger wurde 1888 als Tochter von Bertha Neuburger und Jakob Neuburger' geboren. Sie hatte eine jüngere Schwester Emma Emma. Zusammen mit ihrer Schwester und Martha Neuburger wurde sie im Dezember 1941 nach Riga deportiert. Wann und wie sie dort ermordet wurden, ist nicht bekannt. |
|              | HIER WOHNTE MARTHA NEUBURGER JG. 1893 DEPORTIERT 1941 RIGA ERMORDET                                                                                                 | Schuhhausgasse 9 ·                                      | Martha Neuburger wurde 1893 geboren. Sie war die Tochter von Ludwig Neuburger, dem Bruder von Bertha Neuburgers Mann Jakob. Sie lebte zusammen mit Bertha und deren Töchtern Helene und Emma in dem Haus in der Schuhhausgasse. Dieses wurde 1939 zu einem sogenannten Judenhaus. Zusammen mit Helene und Emma Neuburger wurde sie im Dezember 1941 nach Riga deportiert. Wann und wie sie dort ermordet wurden, ist nicht bekannt. |
|              | HIER WOHNTE ROSA NÖRDLINGER GEB. DREIFUSS JG. 1867 DEPORTIERT 1942 THERESIENSTADT ERMORDET 5.9.1942                                                                 | Olgastraße 63 ·                                         | Rosa Nördlinger, geborene Dreifuss (1867–1942) |
|              | IM 'BÜRGERHOSPITAL' WOHNTE ANNA ÖHNL JG. 1880 EINGEWIESEN 1933 PFLEGEANSTALT LIEBENAU 'VERLEGT' 30.8.1940 GRAFENECK ERMORDET 30.8.1940 AKTION T4                    | Adlerbastei ·                                           | Anna Öhnl (1880–1940) |
|              | HIER WOHNTE ALBERT OETTINGER JG. 1890 FLUCHT 1941 USA | Neue Straße 76/78 ·                                     | Albert Oettinger (1890–) |
|              | HIER WOHNTE BABETTE OETTINGER GEB. HESS JG. 1863 FLUCHT 1941 USA | Neue Straße 76/78 ·                                     | Babette Oettinger, geborene Hess, (1863–) |
|              | HIER WOHNTE MARTHA OETTINGER JG. 1888 EINGEWIESEN 1942 JACOBY'SCHE ANSTALT BENDORF-SAYN DEPORTIERT 1942 TRANSIT-GHETTO IZBICA ERMORDET                              | Neue Straße 76/78 ·                                     | Martha Oettinger (1888–1942/45) |
|              | HIER WOHNTE LISA POLATSCHEK GEB. EPSTEIN JG. 1915 SEIT 1942 VERSTECKT GELEBT 1942 DEPORTIERT ERMORDET IN RAASIKU                                                    | Östlicher Münsterplatz 23 ·                             | Lisa Polatschek, geborene Epstein, geboren am 24. Juni 1915, war Fotolaborantin. Sie heiratete 1935 Otto Polatschek. Gemeinsam mit ihrem Mann wollte sie 1937 aus Deutschland flüchten und kam so erst nach Berlin. Dort wurden sie in ein Judenhaus zwangseingewiesen. Ab 1941 wurde sie zur Zwangsarbeit gezwungen. Getrennt von ihrem Mann ging sie 1942 in den Untergrund, wurde aber verraten und in das KZ Ravensbrück deportiert. Später kam sie in Zwangsarbeitslager in Estland, wo sich ihre Spur verliert. Vermutlich wurde sie – erst 27 oder 28 Jahre alt – in Raasiku ermordet. |
|              | HIER WOHNTE OTTO POLATSCHEK JG. 1907 SEIT 1942 VERSTECKT GELEBT TOT BEI BOMBENANGRIFF 24.8.1943                                                                     | Östlicher Münsterplatz 23 ·                             | Otto Polatschek wurde am 16. Februar 1907 in Ulm geboren. Er wurde schon mit 25 Jahren Vollwaise, nachdem seine Eltern innerhalb von 3 Jahren starben. Dadurch erbte er 1932 das Schuhgeschäft am Östlichen Münsterplatz. Beim Judenboykott am 1. April 1933 stand auch sein Geschäft auf der Liste der zu boykottierenden Geschäfte. 1935 erschien eine Schmähschrift im gleichgeschaltetem Ulmer Tagblatt mit dem Titel Der „anständige“ Jude. Vermutlich aufgrund dieses Drucks der Nationalsozialisten suchte er ab 1936 einen Käufer für das Schuhgeschäft und verkaufte es im Mai 1937 an den Kaufmann Johann Werdich. Wenig später wurden auch Haus und Grundstück verkauft und die Flucht aus Nazideutschland vorbereitet. Durch Strafen, Reichsfluchtsteuer und „Judenabgabe“ blieben aber nicht mehr genug Mittel für die Flucht. 1941 wurde er in Berlin zur Zwangsarbeit verpflichtet. Als die Deportationen in Berlin begannen, ging er in den Untergrund. Er starb am 24. August 1943 bei einem Luftangriff der alliierten Streitkräfte. |
|              | HIER WOHNTE BERTHA RABAUSCH JG. 1874 EINGEWIESEN 1929 LANDESFÜRSORGEANSTALT OBERER RIEDHOF ULM 'VERLEGT' 23.8.1940 GRAFENECK ERMORDET 23.8.1940 AKTION T4           | Küfergasse 1 ·                                          | Bertha Rabausch wurde 1874 geboren. Sie wurde im Jahr 1929 in die Landesfürsorgeanstalt Oberer Riedhof eingewiesen. Am 23. August 1940 wurde sie im Zuge der Aktion T4 zur Tötungsanstalt Grafeneck deportiert und am selben Tag in der dortigen Gaskammer ermordet. |
|              | CURT ERICH RIESTERER JG. 1917 DESERTIERT VERHAFTET HINGERICHTET 22.3.1943                                                                                           | Frauenstraße 134 ·                                      | Curt Erich Riesterer wurde am 30. Juni 1917 in Mannheim geboren. Er war im damaligen Militär-Arresthaus in der Frauenstraße 134 inhaftiert, weil er von der Wehrmacht desertiert war. Das Todesurteil an dem 25-Jährigen wurde am 22. März 1943 in Ulm auf dem Schießstand im Lehrer Tal vollstreckt. |
|              | HIER WOHNTE HERMANN ROBERT JG. 1862 EINGEWIESEN 1915 HEILANSTALT SCHWEINSPOINT HEILANSTALT GÜNZBURG 'VERLEGT' 30.7.1940 GRAFENECK ERMORDET 30.7.1940 'AKTION T4'    | Hans-und-Sophie-Scholl-Platz 1 ·                        | Hermann Robert (1862–1940) |
|              | HIER WOHNTE FRIEDRICH RÖCKER JG. 1910 IM WIDERSTAND 'SCHUTZHAFT' 1934 OBERER KUHBERG ULM ENTLASSEN 1935 GRAFENECK 1943 STRAFBATAILLON 999 TOT 12.4.1945 JUGOSLAWIEN | Neue Straße 42 · Hintereingang ·                        | Friedrich Röcker wurde 1910 geboren. Er war gelernter Bauschlosser und wurde in den Zeiten der Massenarbeitslosigkeit für die Kommunistische Partei Deutschlands politisch aktiv. 1932 wurde er wegen Vorbereitung zum Hochverrat verurteilt und 1934 nach Verbüßung der Haft in das KZ Oberer Kuhberg bis zu dessen Schließung eingewiesen. Danach arbeitete er ab 1939 bei der Kässbohrer Wagen- und Karosseriefabrik. 1943 wurde er in das Bewährungsbataillon 999 gezwungen. Friedrich Röcker fiel 1945 in Jugoslawien, als seine Einheit den Rückzug der Wehrmacht deckte. |
|              | HIER WOHNTE KARL RUEFF JG. 1892 EINGEWIESEN 1924 HEILANSTALT SCHUSSENRIED 'VERLEGT' 18.6.1940 GRAFENECK ERMORDET 18.6.1940 'AKTION T4'                              | Frauenstraße 28 ·                                       | Karl Rueff wurde am 1. Februar 1892 geboren. Er brachte es im Ersten Weltkrieg vom Kriegsfreiwilligen zum Leutnant der Reserve, wobei er mehrfach verwundet wurde. Nach seiner Verwundung bei der Frühjahrsoffensive 1918 wurde bei ihm eine psychische Erkrankung festgestellt, die man heute als Posttraumatische Belastungsstörung bezeichnet. Von dieser Erkrankung erholte er sich nicht wieder und wurde deshalb 1924 in das Psychiatrische Landeskrankenhaus Schussenried eingewiesen. Am 18. Juni 1940 wurde er in die Tötungsanstalt Grafeneck verlegt und noch am selben Tag vergast. |
|              | HIER WOHNTE KATHARINA RUOPP GEB. KOTTMANN JG. 1883 EINGEWIESEN 1925 HEILANSTALT SCHUSSENRIED 'VERLEGT' 28.3.1940 GRAFENECK ERMORDET 28.3.1940 'AKTION T4'           | Uhrenmachergasse 21 ·                                   | Katharina Ruopp (1883–1940) |
|              | IM 'BÜRGERHOSPITAL' WOHNTE FRIEDRICH RUP JG. 1886 EINGEWIESEN 1911 HEILANSTALT WEISSENAU 'VERLEGT' 22.7.1940 GRAFENECK ERMORDET 22.7.1940 'AKTION T4'               | Adlerbastei ·                                           | Friedrich Rup (1886–1940) |
|              | HIER WOHNTE JULIUS SALOMON JG. 1867 DEPORTIERT 1942 THERESIENSTADT ERMORDET 24.12.1942                                                                              | Ensingerstraße 3 ·                                      | Julius Salomon (1867–1942) |
|              | HIER WOHNTE HEDWIG SCHULMANN JG. 1902 DEPORTIERT 1941 RIGA ERMORDET                                                                                                 | Neutorstraße 16 ·                                       | Hedwig Schulmann, Tochter von Selma Schulmann, geboren am 11. Juli 1902. Sie besuchte in Ulm die „Höhere Mädchenschule“, allerdings wohl ohne das Abitur zu machen. Sie arbeitete lange Jahre im Hausierhandel und nach dessen Arisierung ab 1939 im Altersheim Herrlingen. Hedwig litt unter schwerer Epilepsie. Sie wohnte eine geraume Zeit alleine in Herrlingen, bevor sie wieder zu ihrer Mutter in die Neutorstraße zog. Von dort wurde sie von den Nazis ins Sammellager Killesberg gebracht. Am 1. Dezember 1941 wurde Hedwig Schulmann nach Riga deportiert und wurde im Lager Jungfernhof interniert. Dort wurde sie entweder ermordet oder erfror bei 30 bis 40 Grad unter Null in den Todesbaracken. |
|              | HIER WOHNTE SELMA SCHULMANN GEB. MANN JG. 1875 DEPORTIERT 1942 THERESIENSTADT 1942 TREBLINKA ERMORDET                                                               | Neutorstraße 16 ·                                       | Selma Schulmann, geborene Mann, geboren am 11. September 1875 in Ulm, war die Mutter von Hedwig Schulmann und Paul Schulmann. 1901 heiratete sie den Kaufmann Abraham Schulmann. Dieser starb 1917 an einem Herzinfarkt, doch im Gegensatz zu ihrer Mutter übernahm sie nach dem Tod ihres Mannes dessen Geschäft nicht. Selma Schulmann, die sich um ihre Tochter Hedwig kümmern musste, deren Epilepsie mit zunehmendem Alter schlimmer wurde, begann einer Tätigkeit als Hausiererin nachzugehen. Schulmann wurde 1942 in das Altersheim Herrlingen zwangsumgesiedelt und dort gezwungen, sich in das Schein-Altersheim Theresienstadt einzukaufen. Im August desselben Jahres wurde sie in das Konzentrationslager Theresienstadt und kurz darauf in das Vernichtungslager Treblinka deportiert und ermordet. |
|              | HIER WOHNTE BARBARA SEIBOLD JG. 1897 VERHAFTET 1943 HILFT ZEUGEN JEHOVAS WELZHEIM, RAVENSBRÜCK TODESMARSCH BEFREIT IN SCHWERIN                                      | Kapellengasse 25 ·                                      | Barbara Seibold wurde am 13. August 1897 in Nattenhausen geboren. Sie war die Schwester der drei Seibold-Brüder Konrad sen., Johann und Josef, die Zeugen Jehovas waren. Am 13. Dezember 1943 wurde sie verhaftet. Sie betonte, nicht den Ernsten Bibelforschern anzugehören und bekam den roten Winkel für politische Häftlinge. Über Stuttgart, das KZ Rudersberg, das Frauenkonzentrationslager Ravensbrück kam sie mit einem der berüchtigten Todesmärsche nach Schwerin, wo sie am 27. April 1945 von der russischen Armee befreit wurde. |
|              | HIER WOHNTE JOHANN SEIBOLD JG. 1903 ZEUGE JEHOVAS KRIEGSDIENST VERWEIGERT TODESURTEIL 15.11.1940 HINGERICHTET 11.12.1940 BRANDENBURG                                | Kapellengasse 25 ·                                      | Johann Seibold war das jüngste der 4 Seibold-Geschwister und wurde am 10. Februar 1903 geboren und erstmals 1937 wegen des Versteckens verbotener Literatur verhaftet. Er verweigerte als Zeuge Jehovas Eid und Waffendienst. Er verbrachte mit Unterbrechungen die folgenden Jahre in verschiedenen Konzentrationslagern, bis er Ende 1940 in Brandenburg an der Havel hingerichtet wurde. |
|              | HIER WOHNTE JOSEF SEIBOLD JG. 1891 ZEUGE JEHOVAS VERHAFTET 31.10.1942 WELZHEIM, DACHAU MAUTHAUSEN BEFREIT                                                           | Kapellengasse 25 ·                                      | Josef Seibold war der Bruder von Barbara Johann und Konrad Seibold sen., geboren am 10. März 1891. Er wurde als Zeuge Jehovas Ende Oktober 1942 verhaftet und in das KZ Dachau gebracht. Im August 1944 kam er in das KZ Mauthausen in Österreich. Dort wurde er im Mai 1945 durch amerikanische Soldaten befreit. |
|              | HIER WOHNTE KONRAD SEIBOLD JG. 1886 ZEUGE JEHOVAS VERHAFTET 31.10.1942 WELZHEIM, DACHAU ERMORDET 14.4.1945 MAUTHAUSEN                                               | Uhrenmachergasse 23 ·                                   | Konrad Seibold wurde am 4. Oktober 1886 geboren. Er war das älteste der Seibold-Geschwister. Er wurde 14 Monate nach seinem Sohn Konrad jun. im Oktober 1942 verhaftet. Zusammen mit seinem Bruder Josef durchlief er die Konzentrationslager Welzheim, Dachau und Mauthausen, wo er 3 Wochen vor Befreiung des Lagers im Außenlager Linz III sein Leben verlor. Die offizielle Todesursache wurde mit „Herzschwäche Collaps“ angegeben. In Wirklichkeit ist er verhungert. |
|              | HIER WOHNTE KONRAD SEIBOLD JG. 1922 ZEUGE JEHOVAS KRIEGSDIENST VERWEIGERT TODESURTEIL 27.2.1942 HINGERICHTET 28.3.1942 BRANDENBURG                                  | Uhrenmachergasse 23 ·                                   | Konrad Seibold jun war der am 9. Juli 1922 geborene Sohn von Konrad Seibold. Er wurde im August 1941 verhaftet, weil er als Zeuge Jehovas den Wehrpass verweigert und den Gestellungsbefehl ignoriert hatte. Er wurde wegen Zersetzung der Wehrkraft zum Tode verurteilt und am 28. März 1942 in Brandenburg an der Havel hingerichtet. |
|              | HIER WOHNTE JONATHAN STARK JG. 1926 ZEUGE JEHOVAS KRIEGSDIENST VERWEIGERT VERHAFTET 1943 SACHSENHAUSEN HINGERICHTET 1.11.1944                                       | Herdbruckerstraße 6 ·                                   | Jonathan Stark wurde am 8. Juli 1926 in Ulm geboren. Er war Zeuge Jehovas. Aus diesem Grund verweigerte er den Reichsarbeitsdienst: „Ich werde kein gebrochenes Kreuz an meinem Arm tragen“. Er wurde Ende 1943 von der Gestapo in Schutzhaft genommen und im Februar 1944 in das Jugend-KZ Moringen deportiert. Am 1. November 1944 wurde der Achtzehnjährige im KZ Sachsenhausen ohne Prozess hingerichtet. |
|              | HIER WOHNTE CHARLOTTE STEINER JG. 1897 SEIT 1928 MEHRERE HEILANSTALTEN 'VERLEGT' 24.6.1940 GRAFENECK ERMORDET 24.6.1940 AKTION T4                                   | Neutorstraße 13 ·                                       | Charlotte Steiner (1897–1940) |
|              | HIER WOHNTE FANNI STEINER GEB. WEIMERSHEIMER JG. 1872 DEPORTIERT 1942 THERESIENSTADT 1942 TREBLINKA ERMORDET                                                        | Neutorstraße 15 ·                                       | Fanni Steiner, geborene Weimersheimer (1872–1942/45) |
|              | HIER WOHNTE FRIEDA STEINER JG. 1897 DEPORTIERT 1941 RIGA ERMORDET                                                                                                   | Neutorstraße 15 ·                                       | Frieda Steiner (1897–1941/45) |
|              | HIER WOHNTE JULIUS STEINER JG. 1899 VERURTEILT 18.3.1939 SOG. RASSENSCHANDE ZUCHTHAUS ROTTENBURG SCHUTZHAFTLAGER WELZHEIM ZUR AUSREISE GEZWUNGEN 1941 SHANGHAI      | Neutorstraße 15 ·                                       | Julius Steiner (1899–) |
|              | HIER WOHNTE OTTO STEINER JG. 1895 'SCHUTZHAFT' 1938 DACHAU DEPORTIERT 1941 RIGA ERMORDET                                                                            | Neutorstraße 15 ·                                       | Otto Steiner (1895–1941/45) |
|              | RICHARD STEMMLE JG. 1922 DESERTIERT 26.8.1943 VERHAFTET VERURTEILT 9.1.1945 HINGERICHTET 21.3.1945                                                                  | Frauenstraße 134 ·                                      | Richard Stemmle wurde am 19. September 1922 in Seelbach geboren. Er war im damaligen Militär-Arresthaus in der Frauenstraße 134 inhaftiert, weil er von der Wehrmacht desertiert war. Das Todesurteil an dem 22-Jährigen wurde am 21. März 1945 in Ulm auf dem Schießstand im Lehrer Tal vollstreckt. |
|              | HIER WOHNTE ALICE STRASSBURGER GEB. NÖRDLINGER JG. 1894 DEPORTIERT 1942 THERESIENSTADT 1943 AUSCHWITZ ERMORDET                                                      | Olgastraße 63 ·                                         | Alice Strassburger, geborene Nördlinger |
|              | HIER WOHNTE BERTHOLD STRASSBURGER BARUCH SAVIR JG. 1918 FLUCHT 1937 PALÄSTINA                                                                                       | Olgastraße 63 ·                                         | Berthold Strassburger |
|              | HIER WOHNTE HELMUT STRASSBURGER HANAN STRASSBURGER JG. 1922 FLUCHT 1937 PALÄSTINA                                                                                   | Olgastraße 63 ·                                         | Helmut Strassburger |
|              | HIER WOHNTE MAX MORITZ STRAUSS JG. 1884 VERURTEILT 22.4.1938 'HEIMTÜCKEGESETZ' DACHAU, BUCHENWALD 'VERLEGT' 24.6.1940 PIRNA-SONNENSTEIN ERMORDET 24.6.1940          | Schwörhausgasse 15 ·                                    | Max Moritz Strauss wurde 1884 geboren. Er war Weltkriegssoldat und Handlungsreisende und heiratete 1919 die nicht-jüdische Else Rosa Flach. Das Paar bekam eine Tochter. 1937 wurde er denunziert und 1938 nach dem Heimtückegesetz verurteilt und in das KZ Dachau gebracht. Wenig später wurde er in das KZ Buchenwald verlegt. Seine Ehefrau ließ sich scheiden, um Nachteile für sich und die gemeinsame Tochter zu vermeiden. Max Moritz Strauss wurde darauf am 14. Juli 1941 in die Tötungsanstalt Pirna-Sonnenstein transportiert, wo er am selben Tag vergast wurde. |
|              | HIER WOHNTE ERNST ULLMANN JG. 1886 FLUCHT 1937 HOLLAND INTERNIERT WESTERBORK DEPORTIERT AUSCHWITZ ERMORDET 28.1.1944                                                | Bismarckring 30 ·                                       | Ernst Ullmann (1886–1944) |
|              | HIER WOHNTE GERTRUDE ULLMANN GEB. KAHN JG. 1903 FLUCHT 1937 HOLLAND INTERNIERT 1943 WESTERBORK DEPORTIERT 1943 BERGEN-BELSEN BEFREIT 13.4.1945 FARSLEBEN            | Bismarckring 30 ·                                       | Gertrude Ullmann, geborene Kahn, (1903–) |
|              | HIER WOHNTE JOHANNA ULLMANN GEB. NATHAN JG. 1888 FLUCHT 1937 HOLLAND INTERNIERT WESTERBORK DEPORTIERT AUSCHWITZ ERMORDET 28.6.1944                                  | Bismarckring 30 ·                                       | Johanna Ullmann, geborene Nathan, (1888–1944) |
|              | HIER WOHNTE JOHANNA ULLMANN JG. 1929 FLUCHT 1937 HOLLAND INTERNIERT 1943 WESTERBORK DEPORTIERT 1943 BERGEN-BELSEN BEFREIT 13.4.1945 FARSLEBEN                       | Bismarckring 30 ·                                       | Johanna Ullmann (1929–) |
|              | HIER WOHNTE LEONORE ULLMANN JG. 1925 FLUCHT 1937 HOLLAND DEPORTIERT 1942 AUSCHWITZ ERMORDET                                                                         | Bismarckring 30 ·                                       | Leonore Ullmann (1925–1942/45) |
|              | HIER WOHNTE ROBERT ULLMANN JG. 1893 FLUCHT 1937 HOLLAND INTERNIERT 1943 WESTERBORK DEPORTIERT 1943 BERGEN-BELSEN ERMORDET 8.1.1945                                  | Bismarckring 30 ·                                       | Robert Ullmann (1893–1945) |
|              | HIER WOHNTE HEDWIG URY GEB. ULLMANN JG. 1894 DEPORTIERT 1942 THERESIENSTADT 1944 AUSCHWITZ ERMORDET                                                                 | Zinglerstraße 44 ·                                      | Hedwig Ury, geborene Ullmann wurde am 26. Februar 1894 in Ulm geboren. Sie war die Frau von Dr. Sigmar Ury, arbeitete in seiner Praxis als Empfangsdame und assistierte bei Behandlungen. Ihren Sohn Peter konnte sie noch nach England bringen, aber nach dem Tod ihres Mannes war sie in Ulm alleine. Ihre gesamten Bekannten und Verwandten waren geflüchtet. Sie arbeitete im Zwangsaltersheim Herrlingen und später im jüdischen Altersheim in Dellmensingen. Im August 1942 wurde sie über Stuttgart nach Theresienstadt deportiert. In den 2 Jahren dort arbeitete sie vermutlich als Krankenschwester. Im Oktober 1944 wurde sie nach Auschwitz verfrachtet und sofort zur Tötung ausselektiert. Sie war eine der letzten, die in Auschwitz ermordet wz wurden. |
|              | HIER WOHNTE UND PRAKTIZIERTE DR. SIGMAR URY JG. 1880 BERUFSVERBOT 1938 MEDIZINISCHE BEHANDLUNG VERWEIGERT TOT AN DEN FOLGEN 10.5.1941                               | Zinglerstraße 44 ·                                      | Sigmar Ury, geboren 1880, meldete sich zu Beginn des Ersten Weltkriegs als Stabsarzt an die Front. Nach dem Krieg eröffnete er wieder eine Praxis in Ulm. Wie viele liberale Juden hoffte er nach der Machtergreifung der Nationalsozialisten, dass sich die Zeiten wieder zum Besseren wenden, obwohl schon früh zum Boykott gegen seine Praxis aufgerufen wurde. Am 30. September 1938 wurde ihm im Zuge der Rassegesetze die Approbation entzogen. Kurz darauf musste er in ein Judenhaus umziehen. Er starb am 10. Mai 1941, da ihm die Medikamente gegen sein Nierenleiden verweigert wurden. |
|              | HIER WOHNTE ALBRECHT VOGT JG. 1890 IM WIDERSTAND VERHAFTET 1935 ZUCHTHAUS STUTTGART 'HOCHVERRAT' VERURTEILT 1937 FLOSSENBÜRG ERMORDET 27.4.1943                     | Heimstättenstraße 46 ·                                  | Albrecht Vogt wurde am 25. Februar 1890 in Söflingen geboren. Er schloss sich 1934/35 einer kommunistischen Widerstandsgruppe in Ulm an. Die Gruppe wurde denunziert und Albrecht Vogt im September 1937 wegen Hochverrats zu 5 Jahren Zuchthaus verurteilt. Im Anschluss daran lieferte ihn die Gestapo in das KZ Flossenbürg ein, wo er am 27. April 1943 ermordet wurde. |
|              | HIER WOHNTE RUTH WALDMANN GEB. ZÜRNDORFER VERW. HILBLE JG. 1905 DEPORTIERT 1943 THERESIENSTADT BEFREIT / ÜBERLEBT                                                   | Susoweg 17 ·                                            | Ruth Waldmann, geborene Zürndorfer, verwitwete Hilble, geboren am 19. März 1905, war die Tochter von Fanny Zürndorfer. Sie heiratete 1930 den „Nichtjuden“ Fritz Hilble, dessen Pelzgeschäft deshalb nach der Machtergreifung auch boykottiert wurde. Ihr Mann Fritz starb im Februar 1937. Im August 1939 heiratete Ruth Hilble Maximilian Waldmann, mit dem sie nach Amerika auswandern wollte. Dies wurde von dem zuständigen amerikanischen Konsul abgelehnt, da Maximilian Waldmann im Ersten Weltkrieg für Deutschland gekämpft hatte. 1940 kam Sohn Jona auf die Welt, die Familie wurde in eine Wohnung mit 2 anderen jüdischen Familien zwangseinquartiert. Ende 1942 kam die Familie in das Lager Darmstadt und 1943 weiter in das KZ Theresienstadt. Die Familie überlebte das Konzentrationslager, da Ruth Waldmanns Dienst in der Küche sie vor dem Hungertod bewahrte. Sohn Jona starb allerdings 1980 an den Spätfolgen der dort erlittenen Gesundheitsschäden. |
|              | HIER WOHNTE BELA PAULINE WEGLEIN GEB. THEILHEIMER JG. 1862 DEPORTIERT 1942 THERESIENSTADT ERMORDET 3.1.1943                                                         | Hans-und-Sophie-Scholl-Platz 2 ·                        | Siegmund. Nach 1939 wurde sie in das „jüdische Alterswohnheim“ in Laupheim zwangsumgesiedelt. Im August 1942 kam sie in das KZ Theresienstadt. Dort ist sie am 3. Januar 1943 verhungert. |
|              | HEINZ WEGLEIN GEN. HENRY WATSON JG. 1924 FLUCHT 1939 ENGLAND | Hans-und-Sophie-Scholl-Platz 2 ·                        | Heinz Weglein, geboren 1924, war der ältere Sohn von Siegmund Weglein und Resi Weglein. Ab 1938 durfte er als Jude die Schule nicht mehr besuchen. Mit einem Kindertransport kam er nach England, wo er sich 1942 zur britischen Armee meldete. Unter dem Namen Henry Watson kämpfte er in einem Panzerregiment gegen die Nationalsozialisten |
|              | HIER WOHNTE MAX WEGLEIN JG. 1861 1935 FIRMA LIQUIDIERT GEDEMÜTIGT / ENTRECHTET TOT 15.10.1935                                                                       | Hans-und-Sophie-Scholl-Platz 2 ·                        | Max Weglein, geboren 1861, heiratete 1884 Bela Theilheimer. Mit ihr hatte er Sohn Siegmund. Er starb 1935 zwei Wochen nach der Zwangsliquidation seines Damenbekleidungsgeschäfts. |
|              | RESI WEGLEIN GEB. REGENSTEINER JG. 1894 DEPORTIERT 1942 THERESIENSTADT BEFREIT                                                                                      | Hans-und-Sophie-Scholl-Platz 2 ·                        | Resi Weglein, geborene Regensteiner, geboren 1894, war die Frau von Siegmund Weglein, mit dem sie das Bekleidungsgeschäft seiner Eltern Max Weglein und Bela Pauline Weglein weiter führte. Das Ehepaar hatte zwei Söhne, Heinz und Walter. Resi Weglein wurde zusammen mit ihrem Mann und ihrer Schwiegermutter im August 1942 nach Theresienstadt deportiert. Sie überlebte das Lager und kehrte 1945 zurück nach Ulm. |
|              | HIER WOHNTE SIEGMUND WEGLEIN JG. 1887 DEPORTIERT 1942 THERESIENSTADT BEFREIT                                                                                        | Hans-und-Sophie-Scholl-Platz 2 ·                        | Siegmund Weglein, genannt Siego, wurde 1887 in Ulm als zweiter Sohn von Max Wegleinund Bela Pauline Weglein geboren. Als Kriegsfreiwilliger wurde er im Ersten Weltkrieg schwer verwundet. Nach dem Tod seines Vaters leitete er zusammen mit seiner Frau Resi Weglein das elterliche Bekleidungsgeschäft. Im August 1942 wurde er nach Theresienstadt deportiert, entging aber der Verlegung nach Auschwitz. Er kehrte 1945 nach Ulm zurück. |
|              | WALTER WEGLEIN GEN. WALTER WEGLYN JG. 1926 FLUCHT 1939 HOLLAND VERSTECKT ÜBERLEBT                                                                                   | Hans-und-Sophie-Scholl-Platz 2 ·                        | Walter Weglein war der jüngere Sohn von Siegmund Weglein und Resi Weglein wurde 1926 in Ulm geboren. Wie sein Bruder Heinz durfte er als Jude ab 1938 die Schule nicht mehr besuchen und floh daraufhin nach Holland. Nach dem Einmarsch der Deutschen musste er untertauchen und überlebte den Krieg nur knapp. |
|              | HIER WOHNTE EDITH WEIL JG. 1926 DEPORTIERT 1942 THERESIENSTADT 1944 AUSCHWITZ ERMORDET                                                                              | Bahnhofstraße 1 ·                                       | Edith Weil |
|              | HIER WOHNTE ELSA WEIL GEB. KAHN JG. 1882 DEPORTIERT 1942 THERESIENSTADT 1944 AUSCHWITZ ERMORDET                                                                     | Bahnhofstraße 1 ·                                       | Elsa Weil, geborene Kahn |
|              | HIER WOHNTE ISIDOR WEIL JG. 1875 DEPORTIERT 1942 THERESIENSTADT ERMORDET 7.2.1943                                                                                   | Bahnhofstraße 1 ·                                       | Isidor Weil |
|              | HIER WOHNTE MATHILDE WEIL VERH. FRAENKEL JG. 1923 FLUCHT 1937 ENGLAND                                                                                               | Bahnhofstraße 1 ·                                       | Mathilde Weil, verheiratete Fraenkel |
|              | HIER WOHNTE OTTO WEIL JG. 1921 FLUCHT 1939 ENGLAND | Bahnhofstraße 1 ·                                       | Otto Weil |
|              | KARL WESTERICH JG. 1914 VERHAFTET JULI 1944 'WEHRKRAFTZERSETZUNG' VERURTEILT 30.10.1944 HINGERICHTET 14.12.1944                                                     | Frauenstraße 134 ·                                      | Karl Westerich wurde am 18. Oktober 1914 in Düsseldorf geboren. Er war im damaligen Militär-Arresthaus in der Frauenstraße 134 inhaftiert, weil er von der Wehrmacht desertiert war. Sein Todesurteil wurde am 14. Dezember 1944 in Ulm auf dem Schießstand im Lehrer Tal vollstreckt. Karl Westerich wurde 30 Jahre alt. |
|              | HIER WOHNTE FANNY ZÜRNDORFER GEB. MAIER JG. 1871 DEPORTIERT 1942 THERESIENSTADT 1942 TREBLINKA ERMORDET                                                             | Susoweg 17 ·                                            | Fanny Zürndorfer wurde am 5. Mai 1871 geboren. Sie war erst 1930 nach Ulm gezogen und hatte so wenig Kontakte. Im Zuge der „Arisierung“ musste ihre Tochter Ruth Hilble 1939 das Haus Susoweg 17 verkaufen. Mit der Hälfte des Geldes kaufte sich Fanny Zürndorfer in das Zwangsaltersheim Herrlingen ein. Als dieses aufgelöst wurde, wurde sie zwangsweise in das jüdische Altersheim Schloss Oberstotzingen umgesiedelt. Am 22. August 1942 kam sie über das Durchgangslager Killesberg in das KZ Theresienstadt. Am 29. September 1942 wurde Fanny Zürndorfer nach Treblinka deportiert und dort unmittelbar nach der Ankunft ermordet. |

## Verlegedaten
Gunter Demnig verlegte die Stolpersteine von Ulm an folgenden Tagen:
- 26. Mai 2015: Friedrich-Ebert-Straße 14, Herdbruckerstraße 6 und 8, Marktplatz 14, Olgastraße 85, Olgastraße 114 (14 Stolpersteine)
- 14. September 2015: Frauenstraße 134, Küfergasse 1, Neue Straße 32, Susoweg 17 (10 Stolpersteine)
- 25. Mai 2016: Frauenstraße 28, Keplerstraße 21, Neue Straße 95/97, Säntisstraße 36, Zinglerstraße 44 (10 Stolpersteine)
- 29. Oktober 2016: Mathildenstraße 2, Neutorstraße 16, Östlicher Münsterplatz 23, Parkstraße 2, Wagnerstraße 105 (13 Stolpersteine)
- 12. Oktober 2017: Ensingerstraße 21, Hans-und-Sophie-Scholl-Platz 2, Haßlerstraße 42, Heimstättenstraße 46, Heimstraße 29, Kapellengasse 25, König-Wilhelm-Straße 35, Uhrenmachergasse 23, Wengengasse 18 (26 Stolpersteine)
- 13. Juli 2018: Am Zundeltor 2, Frauengraben 47, Hafengasse 10, Kirchstraße 3, Marktplatz 9, Neue Straße 42, Schuhhausgasse 9, Schwörhausgasse 15 (21 Stolpersteine)
- 6. März 2020: Kronengasse (hinter dem Rathaus), Hans und Sophie Scholl Platz, Söflingerstraße 250, Wörthstraße 40, Böblingerstraße 28/2, Karlstraße 3, Steinhövelstraße 5 (14 Stolpersteine)
- 24. September 2021: Bahnhofstraße 1, Olgastraße 80, Neutorstraße 13, Frauengraben 35, Heimstraße 23 (jetzt Volksbank), Heimstraße 25, Am Zundeltor 2, Radgasse 15 (früher Radgasse 9) (16 Stolpersteine)
- 7. März 2022: Olgastraße 63, vor dem Telekomgebäude (früher Krafftstr. 9), Neutorstraße 15 (am Theater), Neutorstraße 36, Frauenstraße 52, Frauenstraße 7 (19 Stolpersteine)
- 25. Mai 2023: Bismarckring 30, Weinhof 6, Weinhof 23, Neue Straße 76, Unter der Metzig 19, Adlerbastei (19 Stolpersteine)
- 21. Mai 2024: Am Roten Berg/Ecke Kellerhalde, Uhrenmachergasse 21, Hauptstraße 44, Ensingerstraße 3, Schwilmengasse 7 (12 Stolpersteine)